# 曼彻斯特
曼彻斯特市，即曼徹斯特（英語：Manchester），是英格蘭的城市，都市自治市，位於西北英格蘭區域，人口约为55万人，是曼彻斯特都市圈中人口最多的城市，且是英格兰西北第一多，英国第五多的城市。
曼彻斯特在工业革命史中有着重要位置。十八世纪，资本主义在这座城市萌芽，让本是农村地区的曼彻斯特经历急速发展并成为全世界第一座工业化的城市。全世界第一条城际通勤铁路在此诞生。因市内兴盛的纺织业，曼彻斯特在工业革命期间曾因仓库众多而闻名于世，使其获得了“仓库城市”的别称。曼彻斯特在科学技术史上也占有重要位置。成立于2002年的曼彻斯特大学及其前身见证了原子核物理学的诞生，世界上第一台存储程式电脑以及石墨烯的发现。
曼徹斯特被誉为“北方之都”，是英格兰北部一个极其重要的城市，尤其是在其经济、艺术、文化、交通运输、媒体和体育地位上。步入二十一世纪，曼彻斯特的发展愈发强势，为这座城市带来了与伯明翰竞争英国第二大城市的地位的资本。
1974年，曼彻斯特与周围市镇联合组成大曼彻斯特郡，成为该郡的一个都会区。“曼徹斯特”此名常用來指整個都市區。整个大曼彻斯特的市區總人口在英國排名第二，僅次於倫敦。

## 名称
有一种说法是，曼彻斯特一词来自于 ，拉丁语中的意思是“乳房形狀的山”。曼彻斯特如今的名字便是由这个词加上（起源于古拉丁語名“Castra”）而演变而来的。如今，曼彻斯特又通常简称为MCR。
英语中，曼徹斯特人為，简称。这有可能是来源于维多利亚时代，曼彻斯特获得的新的拉丁语名称。

## 歷史

### 早期历史
在罗马人征服不列颠前，曼彻斯特本是由布里甘特人居住，他们是不列颠铁器时代占领如今英格兰北部的一个凯尔特人分支。
公元79年，罗马将领阿古利可拉在艾维尔河的支流梅德洛克河附近建造了一座名为Mamucium的兵营，用以保障通往如今坐落在切斯特和约克的两座重要城池之间的通路不受凯尔特人侵扰。这座兵营，即城堡，后来也因此成為了來往柴郡和約克郡的交通樞紐。“曼彻斯特”一名便是由城堡的名字演变而来的。在整个古罗马时期，这座城堡被重建了多次。如今，该城堡仍旧坐落在原址，其所在的区域称作卡斯尔菲尔德。
罗马人离开后，曼彻斯特本土的发展逐渐偏移到了艾威尔河流域。1215年，当地的居民在这片区域建造了一座基督教教区教堂。这个教堂后来成为了曼彻斯特座堂。
中世紀時城堡荒廢，約14世紀时，曼徹斯特成為弗拉芒人的社區。他們多以紡織為生，生產羊毛布和亞麻布，亦開始棉織品貿易，此後曼徹斯特成為一個市集。这也奠定了后来曼彻斯特成为工业城市的基础。

### 工业化与发展

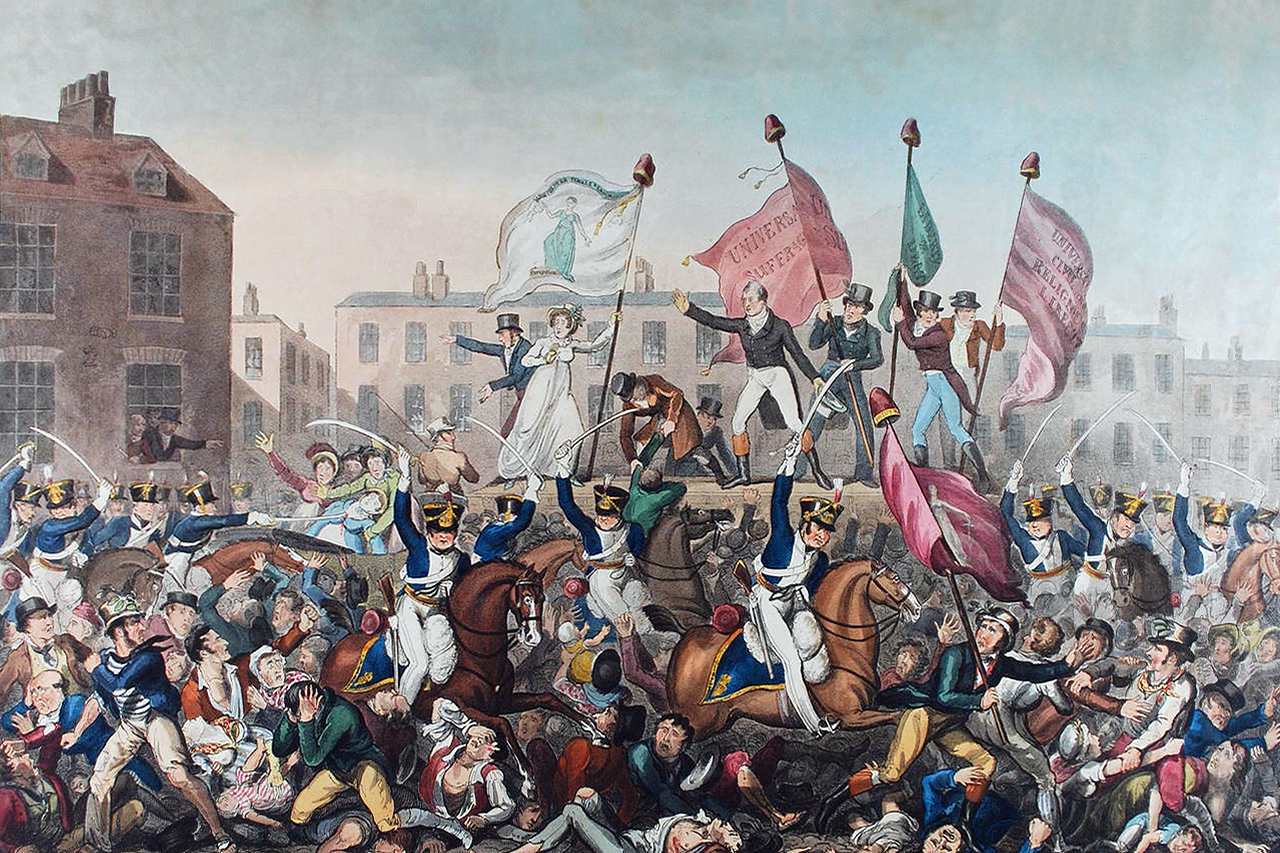
1816年发生在曼彻斯特的彼得卢大屠杀

工業革命期間使曼徹斯特自十八世紀起成為工業城市，大量紡織廠在此設立。此时，曼徹斯特亦是分銷中心，多間重要倉庫在此設置。世界上第一條客運鐵路──利物浦至曼徹斯特鐵路之啟用，亦加速了這城市的發展。
1816年，彼得卢屠杀在曼彻斯特发生，著名的报纸卫报也因此诞生。

### 近代
自二十世紀初因經濟大衰退，曼徹斯特的工業開始受到影響，第二次世界大戰中曼徹斯特的重工業設施受到納粹德國的嚴重轟炸和破壞。1945年，第五次泛非大会在曼彻斯特召开，揭开了非洲前殖民地国家独立的序幕。

### 战后
戰後的曼徹斯特工業開始式微，但曼市的大城市地位依舊不變。

战后在曼彻斯特发生的重大事件包括：

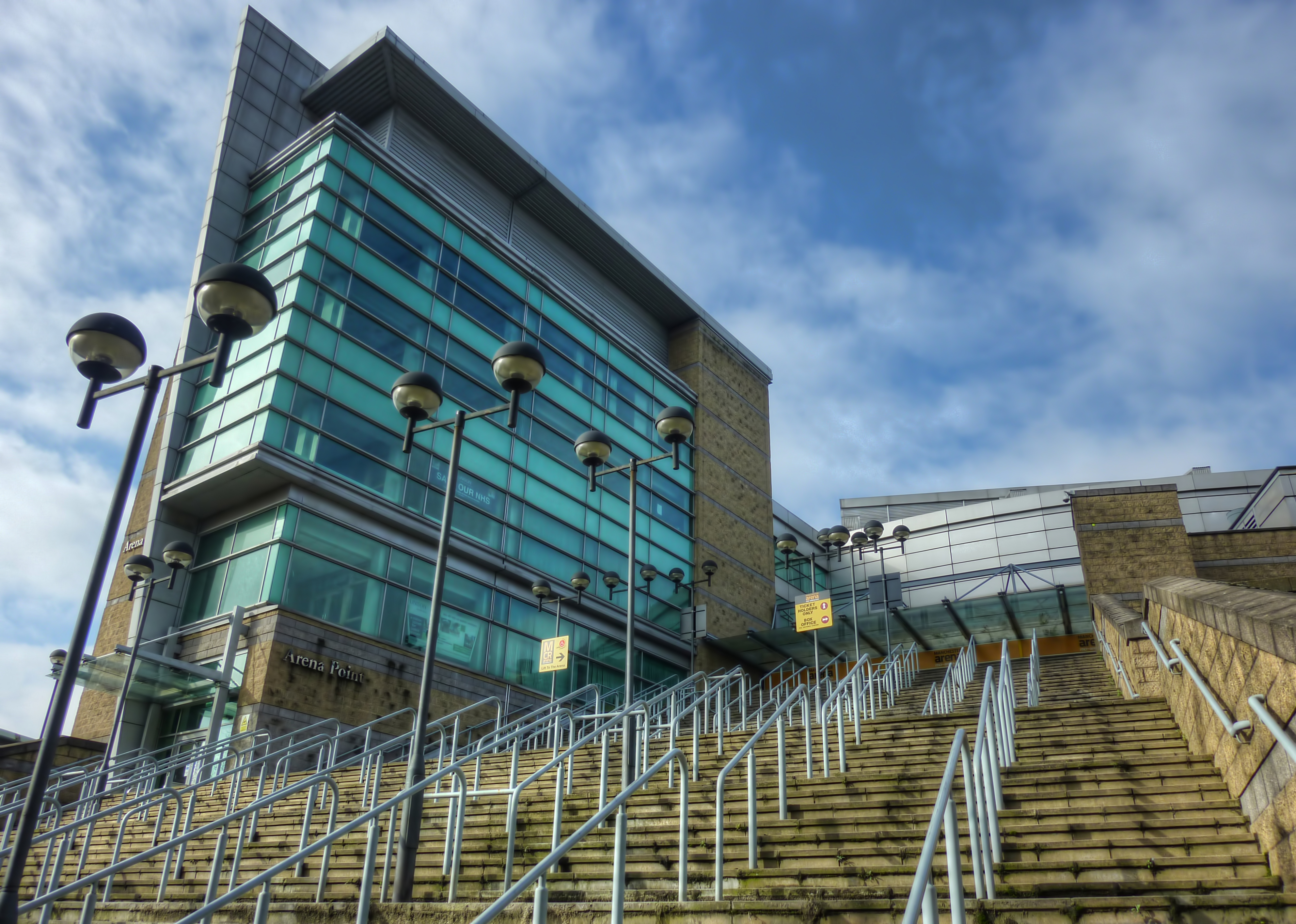
坐落在维多利亚火车站上的曼彻斯特晚报竞技场（MEN Arena）是全欧洲最大的同类室内竞技场，如今通常作为演出场地使用

- 1985年8月，自曼彻斯特起飞飞往克基拉岛的英国空旅航空28M号班机发生空难，致55死15伤。
- 1996年6月，因北爱尔兰争端，临时爱尔兰共和军在曼彻斯特策划了爆炸案，致212人受伤。
- 2002年夏，曼彻斯特承办了英联邦运动会。
- 2017年5月，在曼徹斯特競技場舉行的美國歌手亞莉安娜·格蘭德演唱會，於當地時間晚間22:33分發生恐怖攻擊事件，造成平民23人死亡[注 1]64人傷[5][6]。
- 2022年10月，在中国驻曼彻斯特领事馆门外发生了一起严重的外交官员打人事件，其中领事郑曦原甚至亲自殴打示威者[7][8]。

## 政治

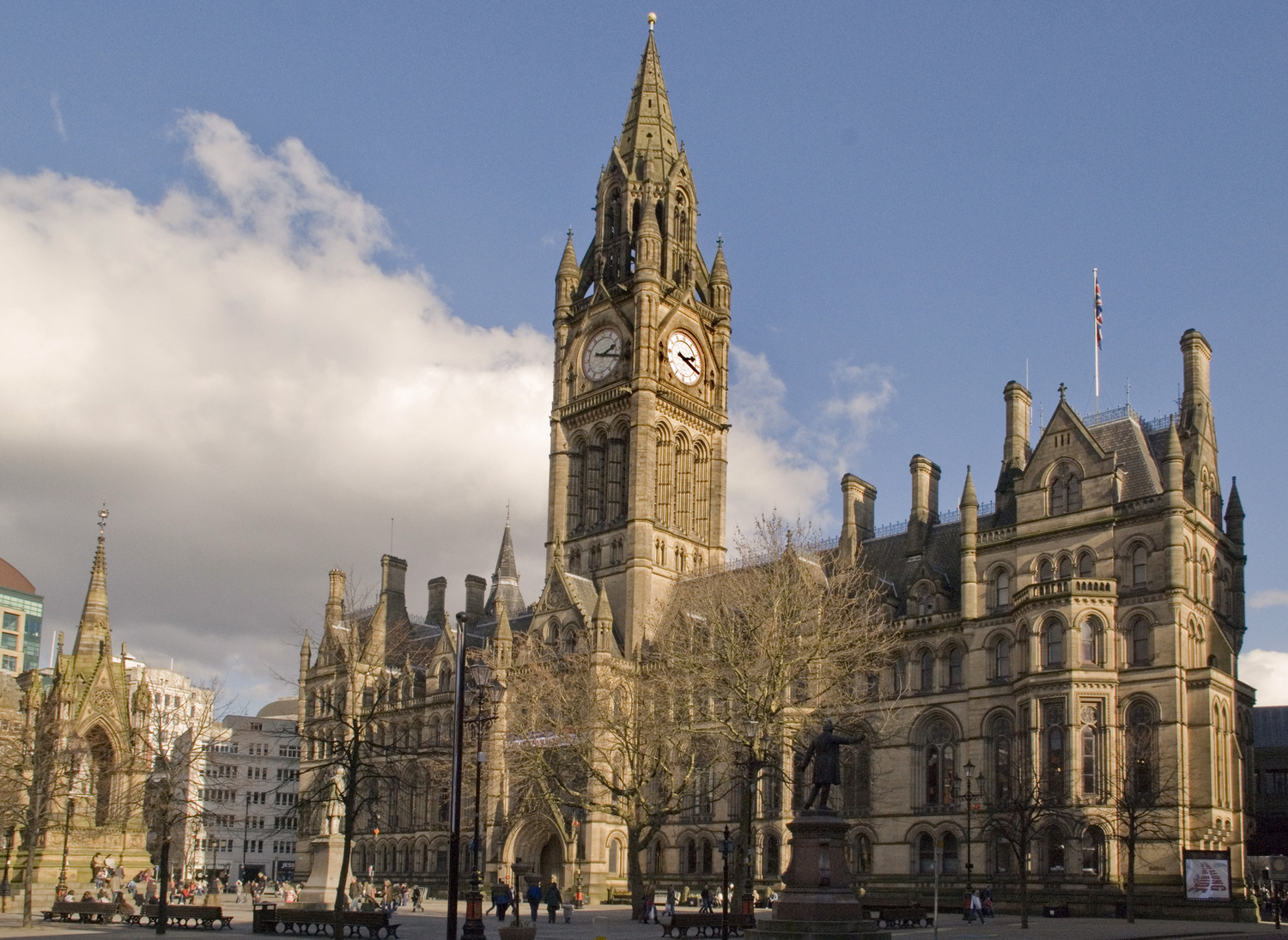
曼彻斯特市政厅

### 市内
曼彻斯特于1853年获得城市地位。曼彻斯特的市政工作由曼彻斯特市议会负责，但其部分职权，例如交通、可持续发展议题，许多由大曼彻斯特联合管理局（英語：GMCA）行使或受联合管理局监督。市议会的总部位于坐落在阿尔伯特广场的市政厅，但实际上如今曼彻斯特市议会工作是在坐落在西部圣彼得广场上的曼彻斯特市政厅扩建进行的。
2018年，该市全境划分为32个选区，每个选区可选举3名市议员。另外，与直选的大曼彻斯特市长不同，曼彻斯特市长（英語：Lord Mayor）是虚位职衔，亦非民选职务。2022年，曼彻斯特的市长暨第124任市长是工党党籍的  市议员。

### 大曼彻斯特
曼彻斯特历史上是兰开郡的一部分，但随着其城市发展，在十九世纪也获得了一些来自柴郡的土地（默西河以南的土地均是来源于柴郡）。如今的曼彻斯特是大曼彻斯特都市郡的其中一个都会自治市。

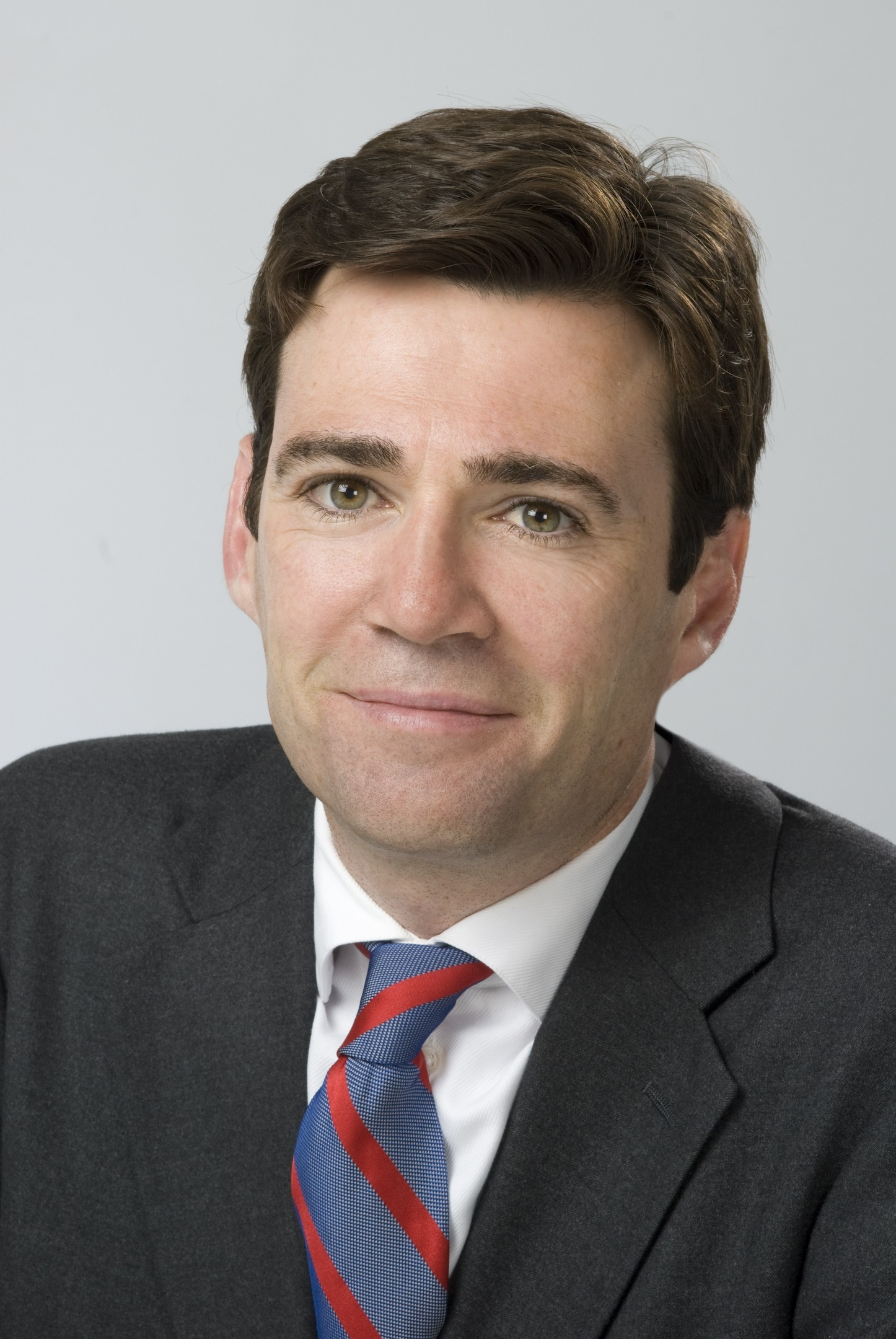
大曼彻斯特市长安迪·伯纳姆

与伦敦类似，主要被称为“曼彻斯特市长”的人物是大曼彻斯特都市郡的市长，该职务自2017年正式创立以来一直由工党兼合作党籍的安迪･伯纳姆担任。

### 国会議員
在英國下議院而言，曼彻斯特市内被划为5个选区，由五名工黨國會議員代表。
| 国会选区         | 議員 | 議員                   | 黨籍         | 任期起始   |
| ---------------- | ---- | ---------------------- | ------------ | ---------- |
| 布莱克利和布劳顿 |      | 格雷厄姆·斯特林格 議員 | 工黨         | 1997年5月  |
| 曼徹斯特中       |      | 白蕙露 議員            | 勞工與合作黨 | 2012年11月 |
| 曼徹斯特戈頓     |      | 阿夫扎尔·汗 議員，CBE  | 勞工與合作黨 | 2017年6月  |
| 曼徹斯特威辛頓   |      | 杰夫·史密斯 議員       | 工黨         | 2015年5月  |
| 懷森蕭及塞爾東   |      | 麥克·凱恩 議員         | 工黨         | 2014年2月  |

## 地理

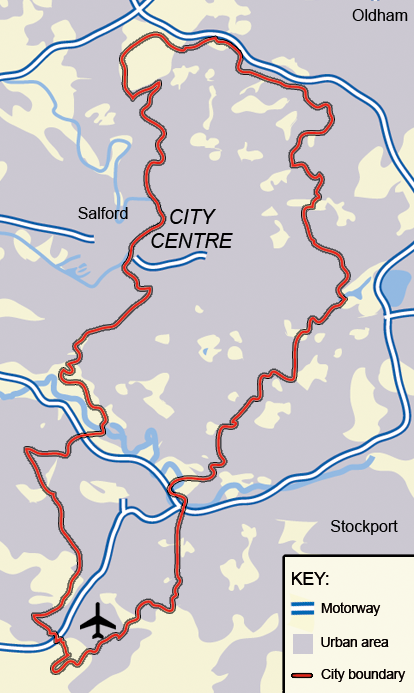
一幅曼彻斯特地图。曼彻斯特市区呈斜长条形，城市化程度高。其市中心大概位于整座城市偏北的位置，靠近索尔福德，机场则位于其南部边缘

曼徹斯特位於一塊盆地，位于首都伦敦西北大约260英里处，其东北两侧有蔓延整个英格兰北部的奔宁山脉包围。曼彻斯特地势平坦，整座城市的海拔平均为35至42公尺，市内的最高点是位于城北的希顿公园。內城區大部分是樓房，從許多高大建築物樓上可以看到廣闊的荒野。反之，从城东的山丘上也可以眺望到曼彻斯特引以为傲的天际线。另外，曼彻斯特市内也具有多条溪流。艾威尔河便是曼彻斯特的一条主要河流，曼彻斯特市中心位于河的左岸，梅德洛克河和艾尔克河也在此汇入该河。艾威尔河也是曼彻斯特和索尔福德两市的边界。
身为世界第一座经历工业化的城市，曼彻斯特的发展仰赖于其得天独厚的地理条件。其西邻利物浦，向东靠近谢菲尔德，与这两座城市的距离均为53.6公里。囿于其坐落在两座城市的中点的特性，曼彻斯特的发展仰赖利物浦的出海口及多山的谢菲尔德生产的煤矿。这也造就了曼徹斯特发达的運河体系，将位于内陆的曼彻斯特与利物浦的海港相连，如今位于索尔福德的码头区曾几何时便是工业革命时期的重要内陆港。世界上第一条铁路便是自曼彻斯特开往利物浦的。
曼彻斯特的南面则是柴郡平原，城南另有发源自斯托克波特的默西河流经该城，其周围地势尤其平坦。传统上，默西河是兰开夏和柴郡两郡的边界，这也意味着其南部的土地均是从柴郡而来。曼彻斯特市中心西部与索尔福德市中心接境。曼彻斯特西南方为特拉福德，东南方则是斯托克波特。

### 城市分区
从曼彻斯特的地图上可观察到曼彻斯特狭长的形状，其市中心将整个城市大致分为南北两个部分。传统上，市中心与市南的边界是梅德洛克河。
曼彻斯特的正式名称为曼彻斯特市。在行政区划上，曼彻斯特属于大曼彻斯特郡的一个自治市，功能上是一个整体，但与大曼彻斯特郡的其他自治市不同，曼彻斯特市下方不设任何正式分区。本项目下所列的各个区域并非正式的行政区划，不具行政功能，因此每个地区之间并没有明确的界限。
下列地区位于曼彻斯特市境内。其中，曼彻斯特市中心包括皮卡迪利，纺纱场，丁斯盖特－卡斯尔菲尔德，安考茨，北角，NOMA 等地区。曼彻斯特中国城和被称为 Gay Village 的运河街均位于市中心境内。
| 地区名                                 |  | 人口 （2011年） | 邮编           |
| -------------------------------------- |  | --------------- | -------------- |
| City Centre 市中心                     |  | 17,861          | M1, M2, M3, M4 |
| Cheetham Hill 奇塔姆山                 |  | 18,450          | M8             |
| Crumpsall 克鲁姆索尔                   |  | 15,318          | M8             |
| Harpurhey 哈普莱                       |  | 17,652          | M9             |
| Blackley 布莱克利                      |  | 30,046          | M9             |
| Clayton 克雷顿                         |  | 16,141          | M11            |
| Openshaw 奥彭肖                        |  | 16,141          | M11            |
| Bradford 布拉德福德                    |  | 15,784          | M11            |
| Ardwick 阿德威克                       |  | 19,250          | M12, M13       |
| Chorlton-on-Medlock 梅德洛克河畔乔尔顿 |  | 19,250          | M12, M13       |
| Longsight 朗赛特                       |  | 15,429          | M12, M13, M14  |
| Rusholme 鲁斯霍尔姆                    |  | 13,643          | M14            |
| Fallowfield 法洛菲尔德                 |  | 15,211          | M14            |
| Moss Side 莫斯賽得                     |  | 18,902          | M14, M16       |
| Hulme 休姆                             |  | 16,907          | M15            |
| Whalley Range 华里区                   |  | 15,430          | M16            |
| Gorton 戈顿                            |  | 36,055          | M18            |
| Belle Vue 贝勒维尤                     |  | 36,055          | M18            |
| Burnage 伯纳吉                         |  | 15,227          | M19            |
| Levenshulme 莱文舒尔姆                 |  | 15,430          | M19            |
| Withington 威辛顿                      |  | 30,382          | M20            |
| Didsbury 迪兹伯里                      |  | 39,243          | M20            |
| Chorlton-cum-Hardy 乔尔顿暨哈迪        |  | 30,741          | M21            |
| Wythenshawe 怀森萧                     |  | 74,200          | M22            |
| Northenden 诺森登                      |  | 74,200          | M22            |
| Moston 莫斯顿                          |  | 16,386          | M40            |
| Ringway 灵韦                           |  | 103             | M90            |

### 气候
曼徹斯特被稱為“雨城”，是以阴暗多雨著称的城市。氣候潮濕，屬於終年溫和多雨的溫帶海洋性氣候，該市的平均年降水量為809毫米，降水持續時間長，降水強度小，常在1個小時以上，而鮮見幾分鐘的傾盤大雨。在冬季是全國最少積雪的城市。
| 曼徹斯特气候                                       | 曼徹斯特气候 | 曼徹斯特气候 | 曼徹斯特气候 | 曼徹斯特气候 | 曼徹斯特气候 | 曼徹斯特气候 | 曼徹斯特气候 | 曼徹斯特气候 | 曼徹斯特气候 | 曼徹斯特气候 | 曼徹斯特气候 | 曼徹斯特气候 | 曼徹斯特气候  |
| 月份                                               | 1月          | 2月          | 3月          | 4月          | 5月          | 6月          | 7月          | 8月          | 9月          | 10月         | 11月         | 12月         | 全年          |
| -------------------------------------------------- | ------------ | ------------ | ------------ | ------------ | ------------ | ------------ | ------------ | ------------ | ------------ | ------------ | ------------ | ------------ | ------------- |
| 历史最高温 °C（°F）                                | 14.3 (57.7)  | 16.5 (61.7)  | 21.7 (71.1)  | 25.1 (77.2)  | 26.7 (80.1)  | 31.3 (88.3)  | 32.2 (90.0)  | 33.7 (92.7)  | 28.4 (83.1)  | 25.6 (78.1)  | 17.7 (63.9)  | 15.1 (59.2)  | 33.7 (92.7)   |
| 平均最高温 °C（°F）                                | 12.4 (54.3)  | 12.6 (54.7)  | 15.6 (60.1)  | 19.1 (66.4)  | 23.1 (73.6)  | 25.5 (77.9)  | 26.9 (80.4)  | 27.0 (80.6)  | 23.1 (73.6)  | 18.9 (66.0)  | 15.4 (59.7)  | 13.2 (55.8)  | 28.7 (83.7)   |
| 平均高温 °C（°F）                                  | 7.3 (45.1)   | 7.6 (45.7)   | 10.0 (50.0)  | 12.6 (54.7)  | 16.1 (61.0)  | 18.6 (65.5)  | 20.6 (69.1)  | 20.3 (68.5)  | 17.6 (63.7)  | 13.9 (57.0)  | 10.0 (50.0)  | 7.4 (45.3)   | 13.5 (56.3)   |
| 日均气温 °C（°F）                                  | 4.5 (40.1)   | 4.6 (40.3)   | 6.7 (44.1)   | 8.8 (47.8)   | 11.9 (53.4)  | 14.6 (58.3)  | 16.6 (61.9)  | 16.4 (61.5)  | 14.0 (57.2)  | 10.7 (51.3)  | 7.1 (44.8)   | 4.6 (40.3)   | 10.0 (50.0)   |
| 平均低温 °C（°F）                                  | 1.7 (35.1)   | 1.6 (34.9)   | 3.3 (37.9)   | 4.9 (40.8)   | 7.7 (45.9)   | 10.5 (50.9)  | 12.6 (54.7)  | 12.4 (54.3)  | 10.3 (50.5)  | 7.4 (45.3)   | 4.2 (39.6)   | 1.8 (35.2)   | 6.6 (43.9)    |
| 平均最低温 °C（°F）                                | −4.8 (23.4)  | −4.2 (24.4)  | −2.4 (27.7)  | −0.9 (30.4)  | 2.3 (36.1)   | 5.2 (41.4)   | 8.0 (46.4)   | 7.2 (45.0)   | 4.6 (40.3)   | 0.5 (32.9)   | −2.4 (27.7)  | −5.7 (21.7)  | −7.4 (18.7)   |
| 历史最低温 °C（°F）                                | −12.0 (10.4) | −13.1 (8.4)  | −9.7 (14.5)  | −4.9 (23.2)  | −1.7 (28.9)  | 0.8 (33.4)   | 5.4 (41.7)   | 3.6 (38.5)   | 0.8 (33.4)   | −4.7 (23.5)  | −7.5 (18.5)  | −13.5 (7.7)  | −13.5 (7.7)   |
| 平均降水量 mm（）                                  | 72.3 (2.85)  | 51.4 (2.02)  | 61.2 (2.41)  | 54.0 (2.13)  | 56.8 (2.24)  | 66.1 (2.60)  | 63.9 (2.52)  | 77.0 (3.03)  | 71.5 (2.81)  | 92.5 (3.64)  | 81.5 (3.21)  | 80.7 (3.18)  | 828.8 (32.63) |
| 平均降水天数（≥ 1.0 mm）                           | 13.1         | 9.7          | 12.3         | 11.2         | 10.4         | 11.1         | 10.9         | 12.0         | 11.1         | 13.6         | 14.1         | 13.5         | 142.9         |
| 平均降雪天数                                       | 6            | 5            | 3            | 2            | 0            | 0            | 0            | 0            | 0            | 0            | 1            | 3            | 20            |
| 平均相對濕度（％）                                 | 87           | 86           | 85           | 85           | 85           | 87           | 88           | 89           | 89           | 89           | 88           | 87           | 88            |
| 月均日照時數                                       | 52.5         | 73.9         | 99.0         | 146.9        | 188.3        | 172.5        | 179.7        | 166.3        | 131.2        | 99.3         | 59.5         | 47.1         | 1,416.2       |
| 来源1：Met OfficeNOAA（1961年-1990年雨雪天氣數據） |              |              |              |              |              |              |              |              |              |              |              |              |               |
| 来源2：KNMI                                        |              |              |              |              |              |              |              |              |              |              |              |              |               |

## 人口
曼彻斯特的人种结构，参照2011年的普查数据
曼彻斯特的人种结构，参照2021年的普查数据
曼彻斯特的人口构成极为多元化，是一个由大量移民组成的城市。2011年的人口普查数据显示该市白人人口仅占居总人口的三分之二，而2021年这一数据降低到仅56.8%。该市主要的非白人少数族群包括黑人、南亚裔和华人。除华人外，曼彻斯特的少数族群主要集中在奇塔姆、鲁斯霍尔姆、莫斯赛得等地区。
由於地處英格蘭中北部，曼徹斯特在经历工業革命時發展的同時，大量來自鄰近鄉郊和不列顛群島其他地方的鄉下人到曼徹斯特城尋求工作。尤其是在1840年代中後期，因為愛爾蘭發生嚴重饑荒，大量愛爾蘭人到只有一海之隔的曼徹斯特城做工。這批愛爾蘭移民和他們的後裔持續在曼徹斯特城有其影響力。例如每年3月該市會舉辦大型巡遊，以慶祝傳統愛爾蘭天主教節日圣帕特里克節。現時曼徹斯特及索爾福德約35%人口均有著愛爾蘭血統。
另外，自20世紀以來不斷有中歐及東歐移民大批大批的移居到曼徹斯特地區，他們主要為猶太人。包括曼徹斯特以及索爾福德及普雷斯特维奇在内的地区共有40,000猶太人聚居，构成了倫敦以外英國最大的猶太人社區。

### 华人
曼彻斯特具有大量华人人口，其中主要包括华人移民和曼彻斯特各个高校的华人留学生人口。根据2021年的人口普查结果，曼彻斯特是全英华人人口占比及华人人口总数最高的单一管理区。
现时，曼彻斯特华人人口总数为13,539，占全市人口总数的3.4%。

## 经济
约从1993年开始，酿酒厂对酒吧，会所，俱乐部的投资，加上本地组织对活动的支持，使曼彻斯特的晚间经济增长明显。市中心有多于500家持牌经营的娱乐场所，可容纳超过25万游客，典型的周末晚有11-13万游客，共带来约一亿的年收入和12,000个就业岗位。

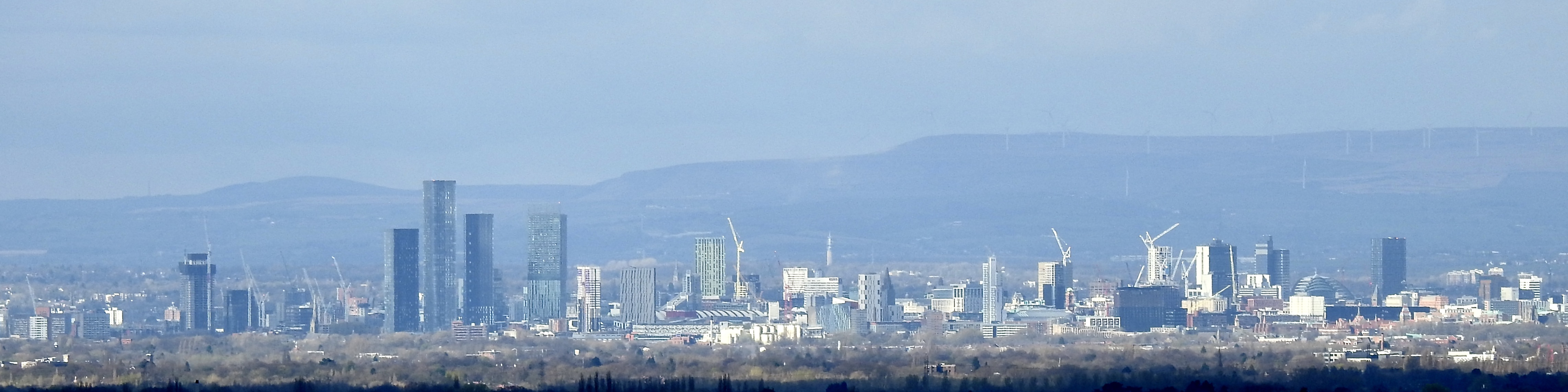
从东南方向的丘陵中观察到的曼彻斯特天际线，2020年。

## 地标

### 建筑
曼彻斯特市内的建筑可以粗略分为中世纪、工业革命时期和现代建筑三个时期。滥觞于产业革命的曼彻斯特运河密集，且遍布各种高架桥、铁路，又因其密布的仓库建筑而获得了“仓库城市”的美誉。与其他城市相比，市内罕有中世纪甚至乔治时代的古老建筑。但曼彻斯特市内却遍布了如新古典主义建筑、新哥特式建筑、维多利亚及爱德华式建筑等的十九、二十世纪新兴古典建筑。步入21世纪，尤其是在经历了二战期间的轰炸和爱尔兰共和军带来的破坏后，曼彻斯特的市容迎来了巨大改变。另外，大量在1960年代前興建的樓房都被拆毀，以新式建築物取代，而舊廠亦改建为住宅公寓。市内建造了许多现代建筑和摩天大楼，成为了曼彻斯特的天际线。

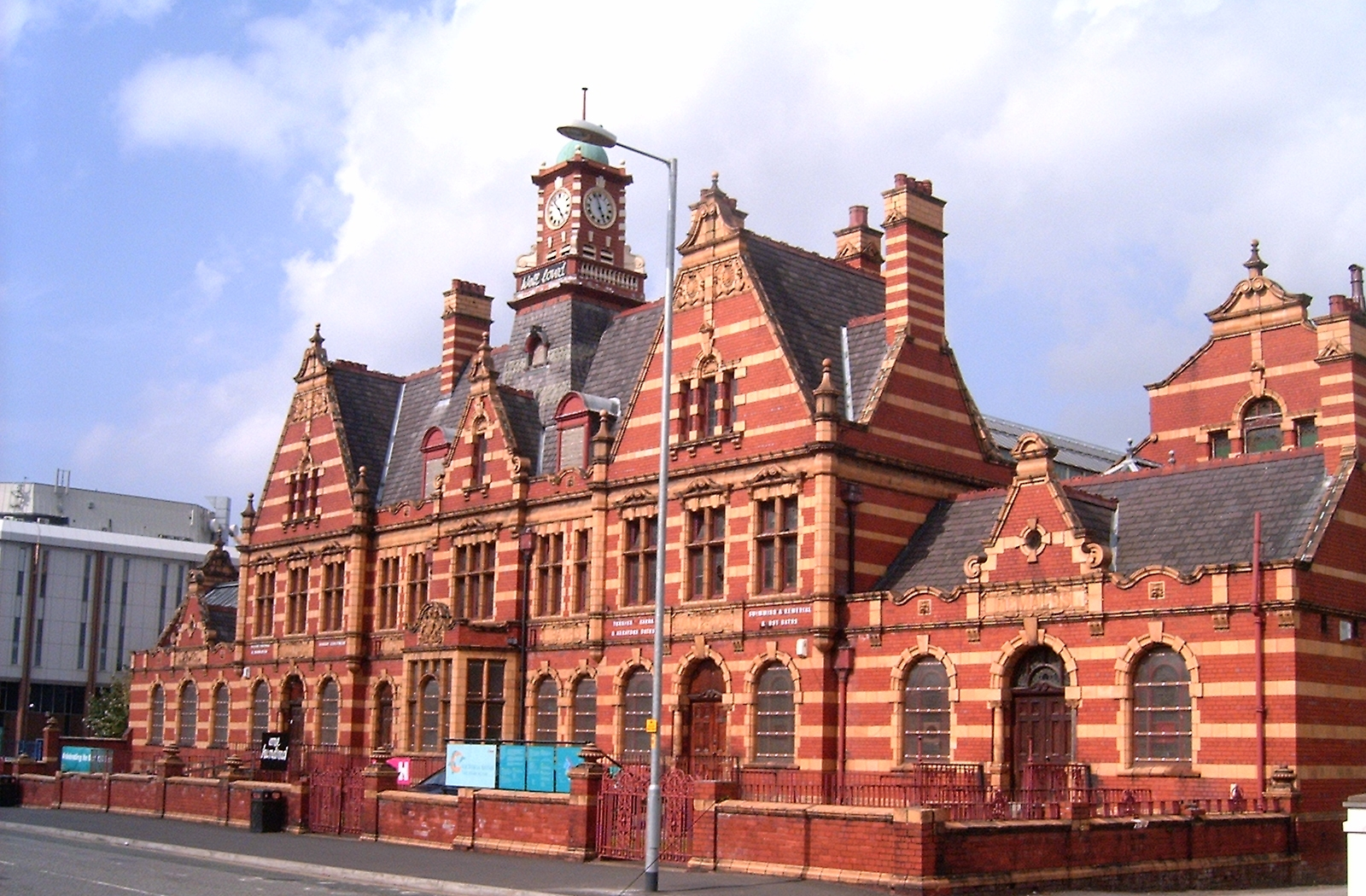
维多利亚浴场外侧
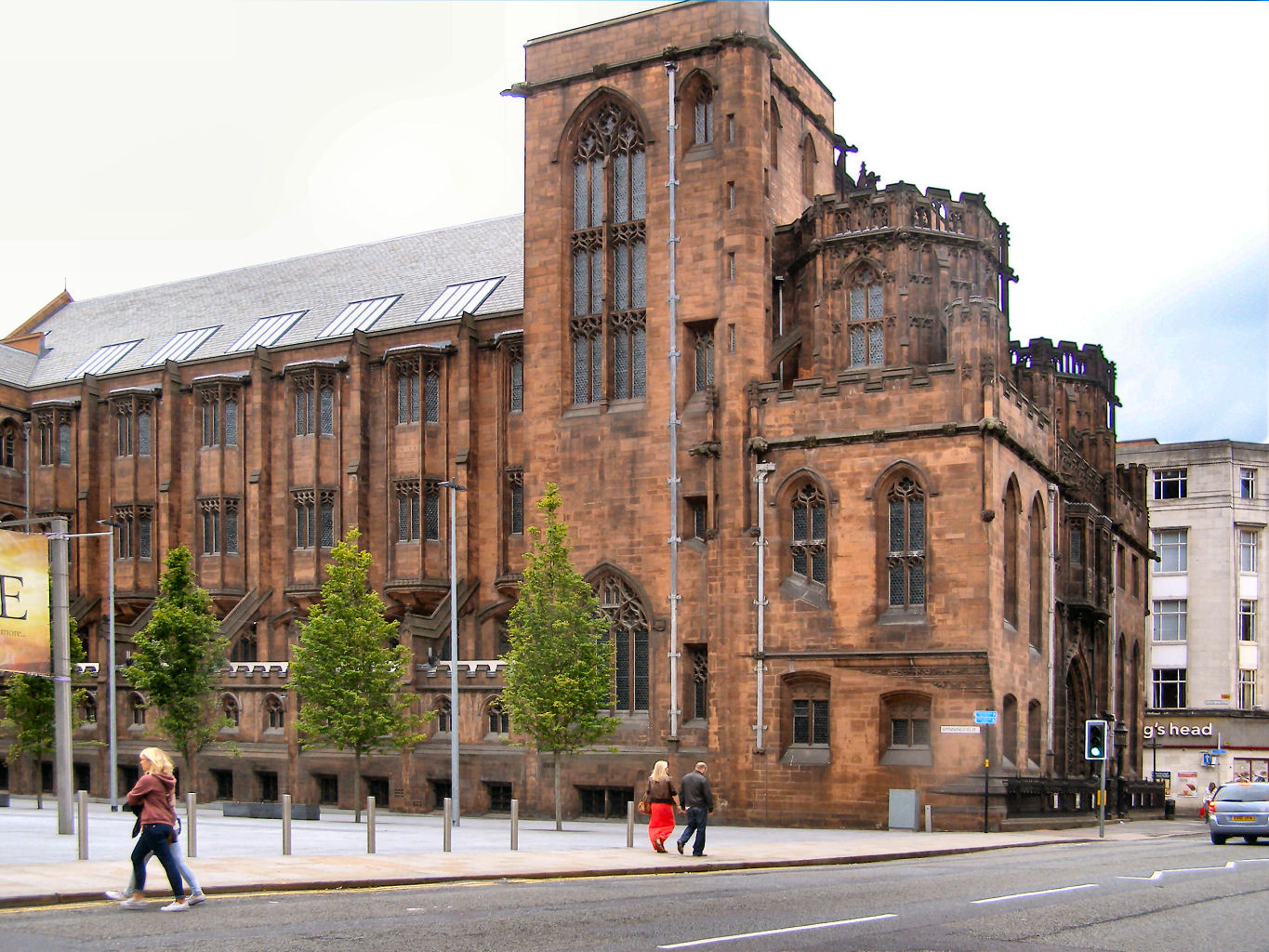
1899年竣工的约翰·莱兰兹图书馆是曼彻斯特一栋I级登录建筑
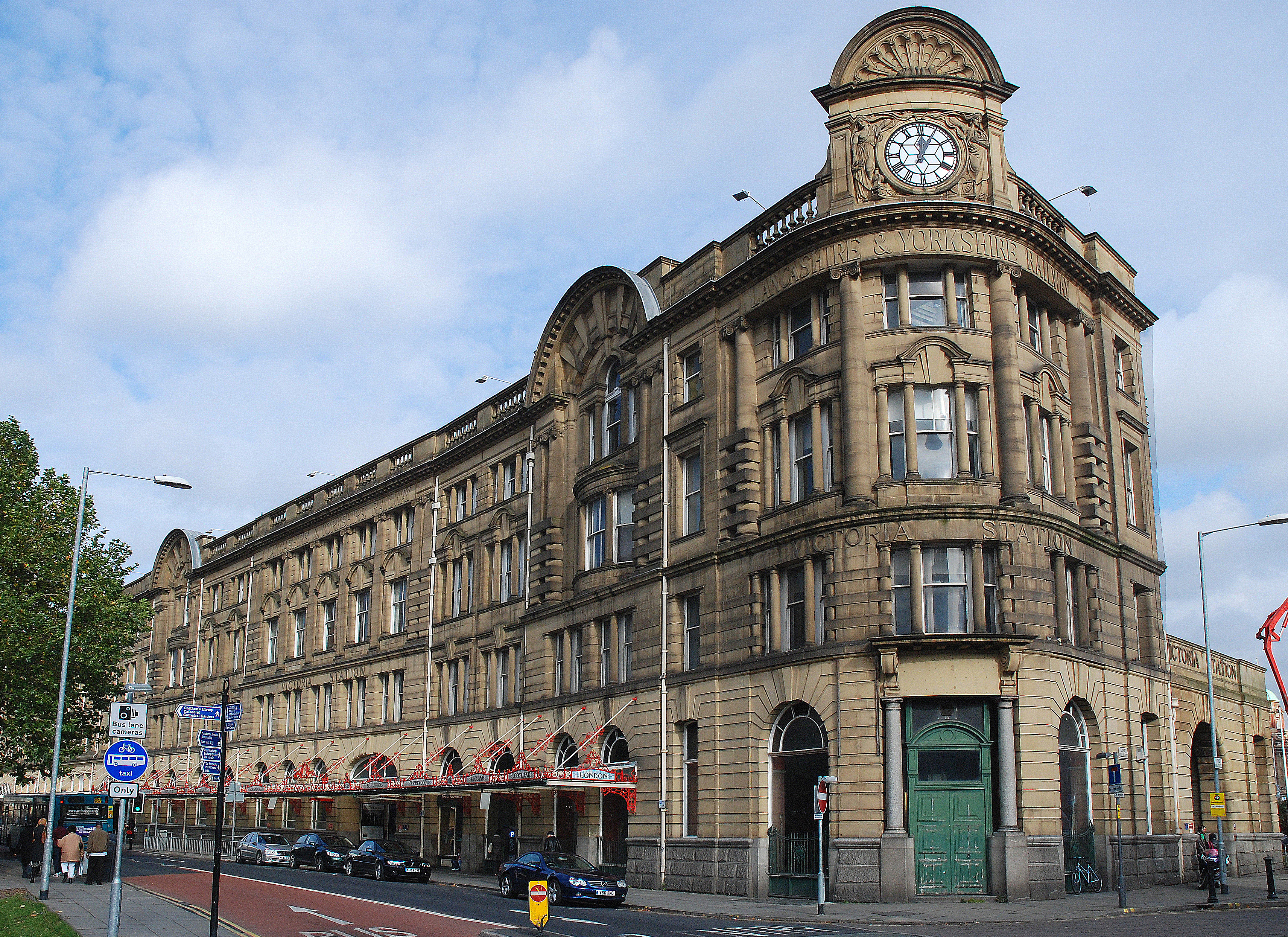
曼彻斯特维多利亚火车站的其中一部分楼面，1909年建造。在其外部清晰可见“兰开郡和约克郡铁路”字样
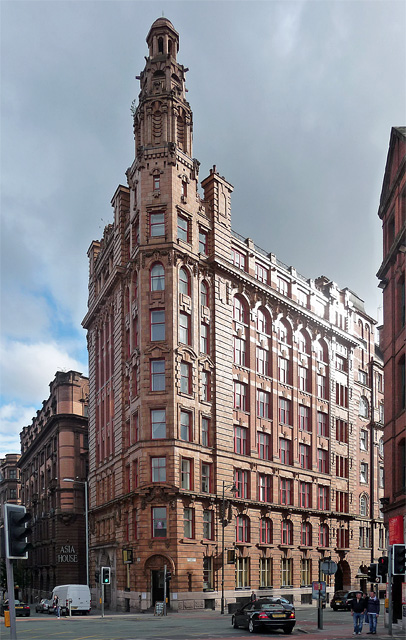
1910年竣工的兰卡斯特大楼是曼彻斯特的一栋典型仓库建筑
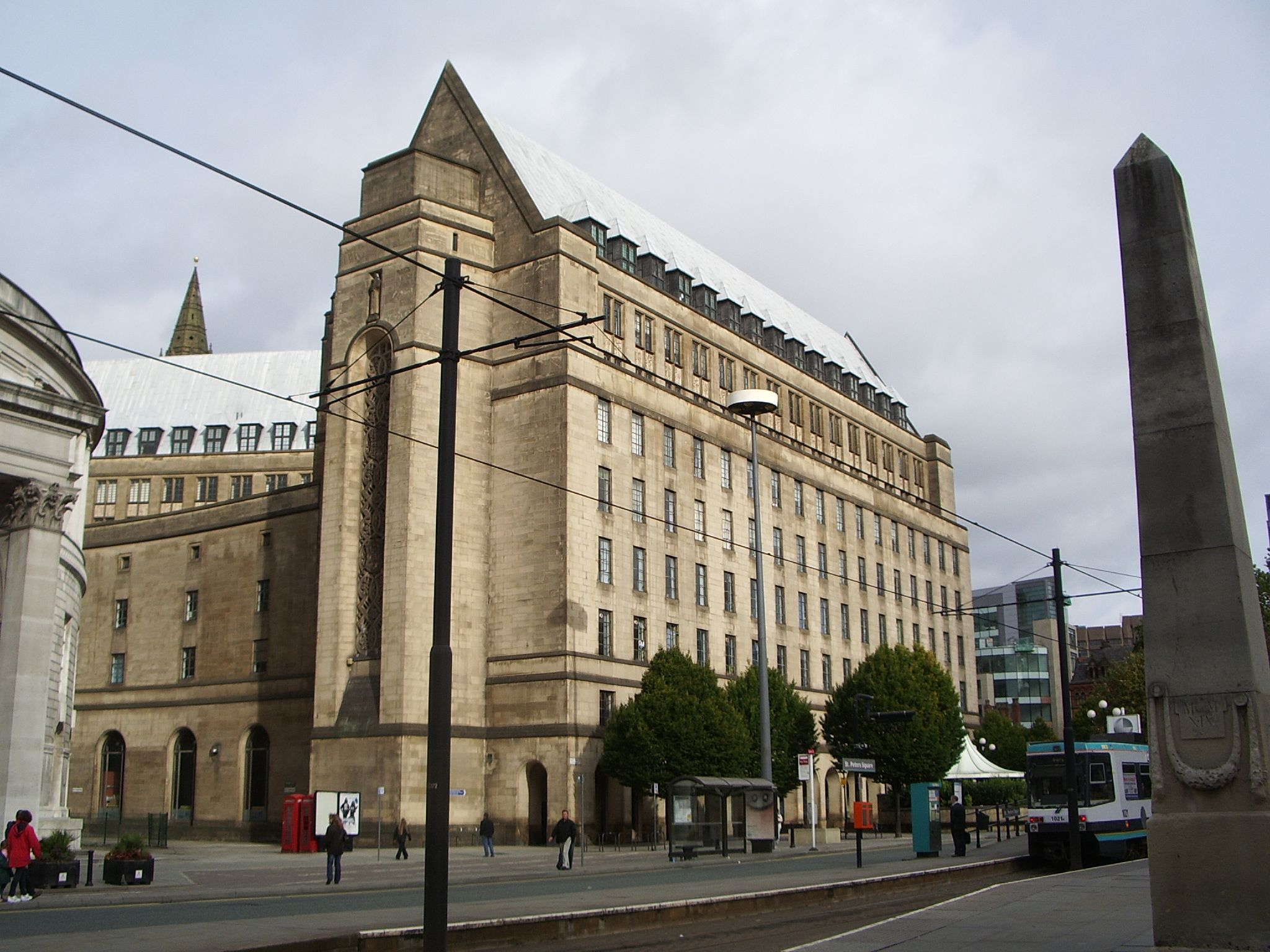
于1938年竣工的曼彻斯特市政厅扩建，其周边是曼彻斯特中央图书馆。这栋楼的建成比曼彻斯特市政厅本体晚大概61年

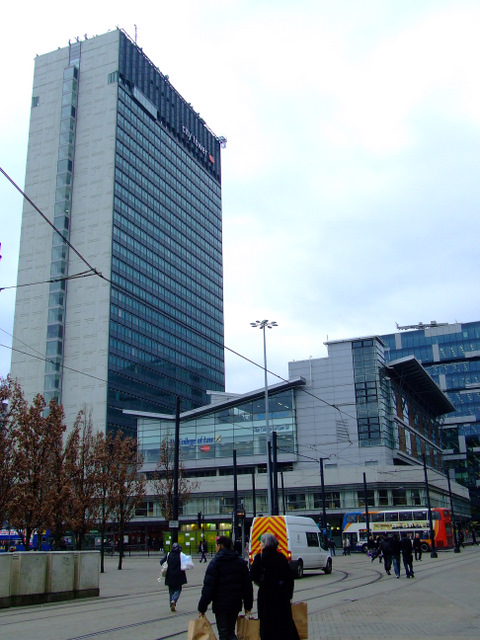
位于皮卡迪利花园的城市塔是首都以外地区英国最高的办公大楼，高107米
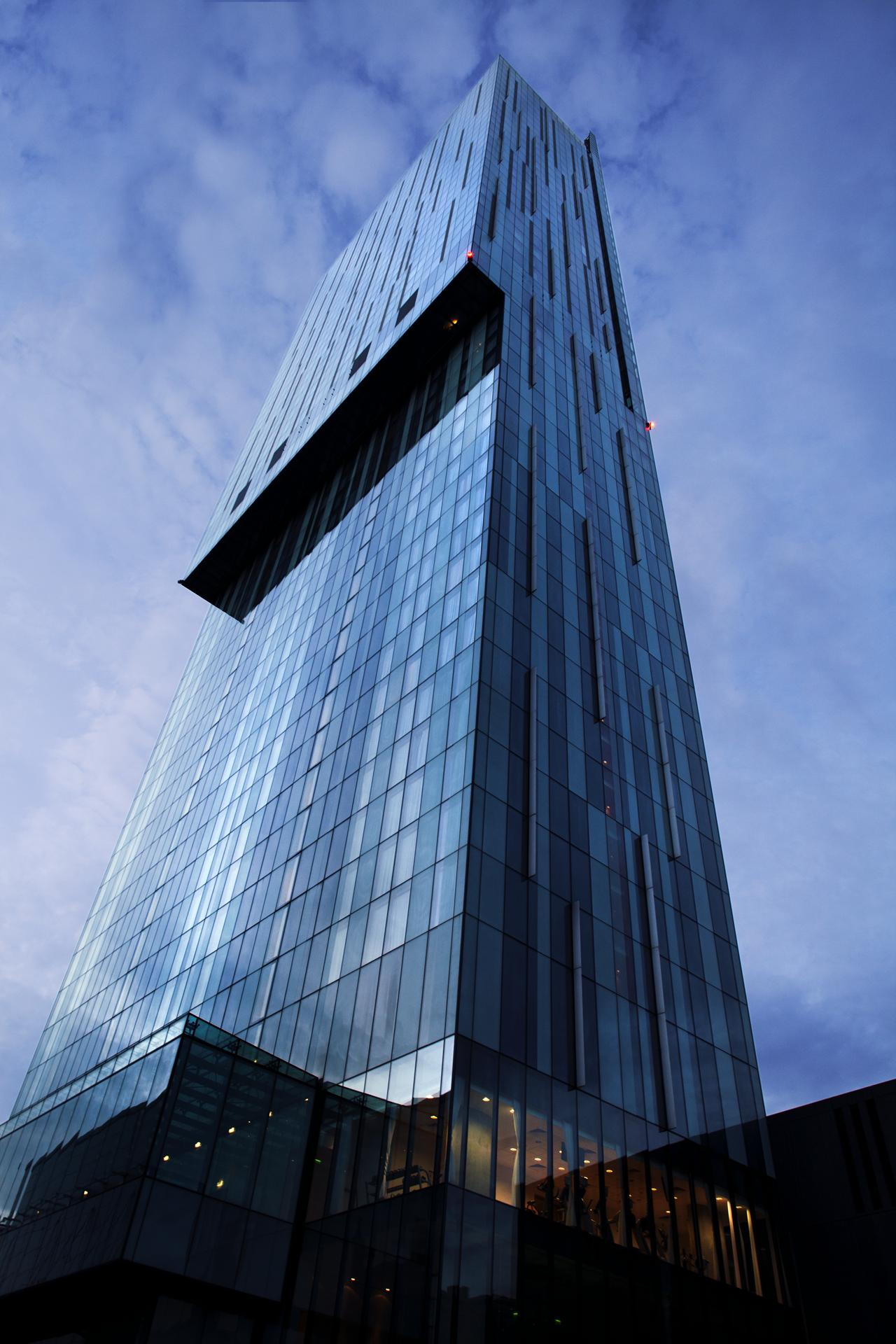
比瑟姆塔是仅次于丁斯盖特广场南塔的曼彻斯特第二高楼
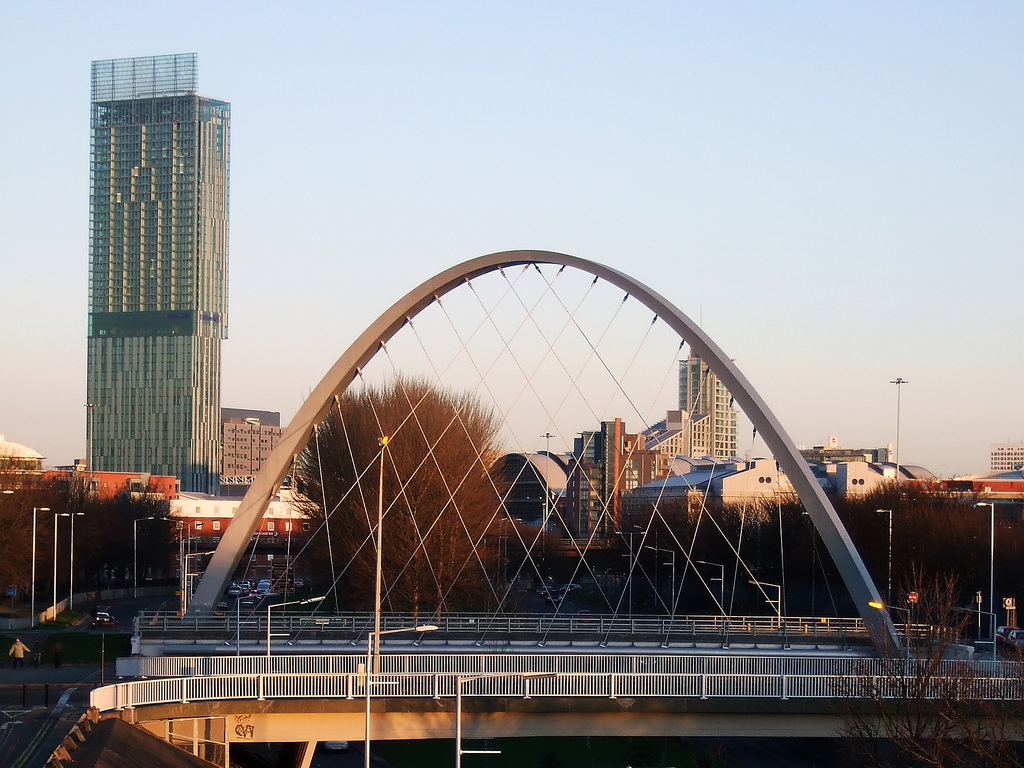
位于休姆（英语：Hulme, Manchester）的休姆拱桥，背景当中能够看到比瑟姆塔
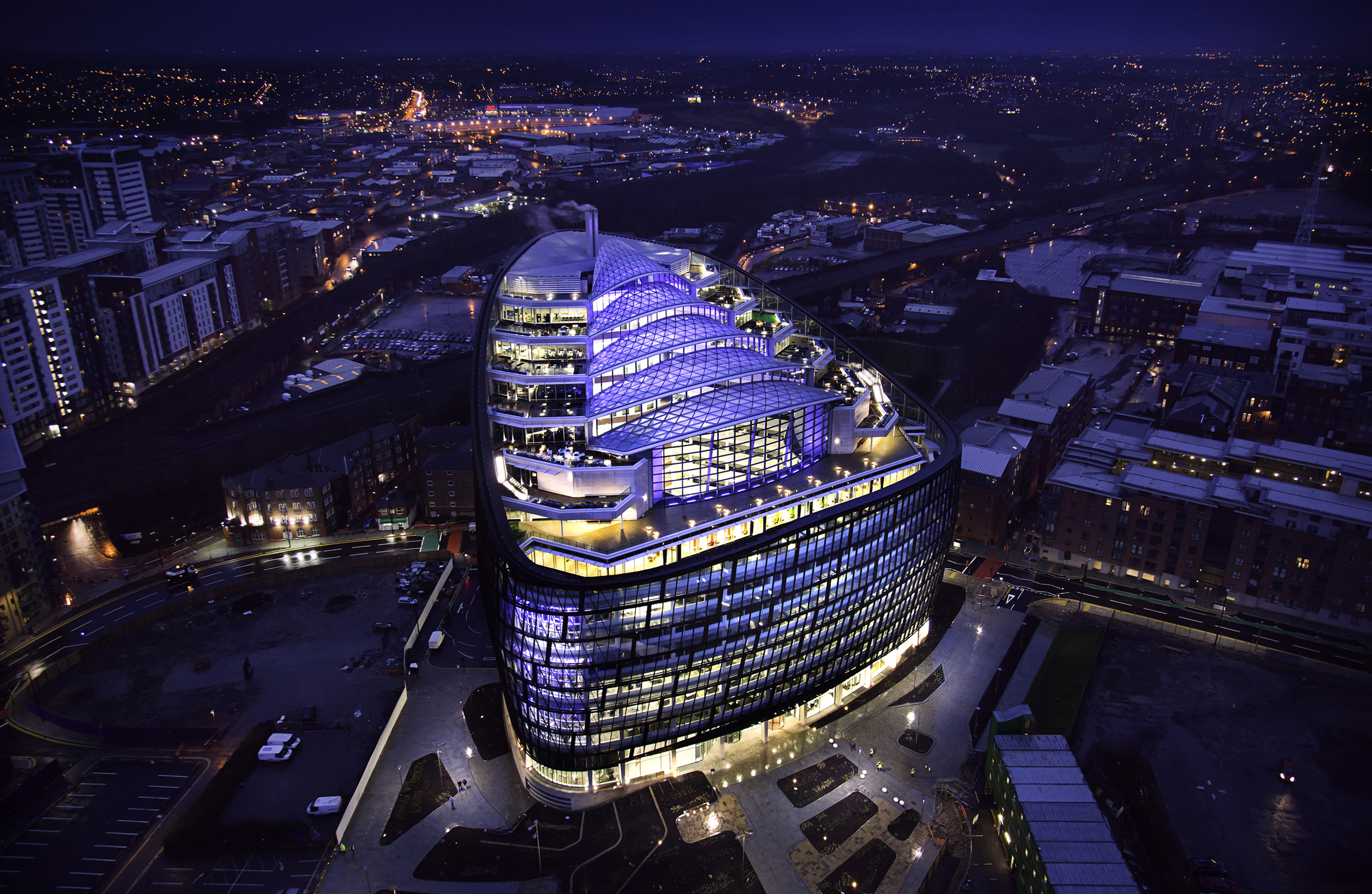
天使广场1号是合作社集团的总部。合作社集团是英国最大的消费者合作社。图为2012年天使广场1号的夜景
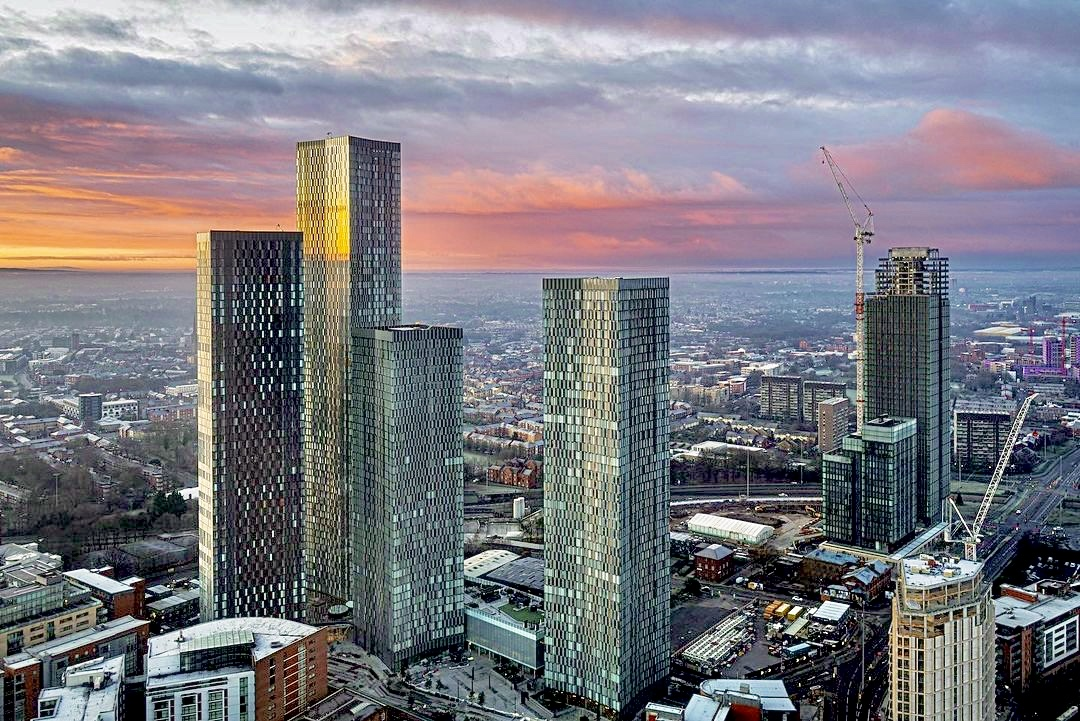
丁斯盖特广场（英语：Deansgate Square）是曼彻斯特市中心的一个摩天楼集落，随着大杰克逊街重建计划而建造。四座大楼中最高的是丁斯盖特广场南塔，高201米，最低者丁斯盖特广场北塔则是122米。图片右侧为正在建造中的伊丽莎白塔

### 著名地标
曼彻斯特中国城的所在地坐落在波特兰。

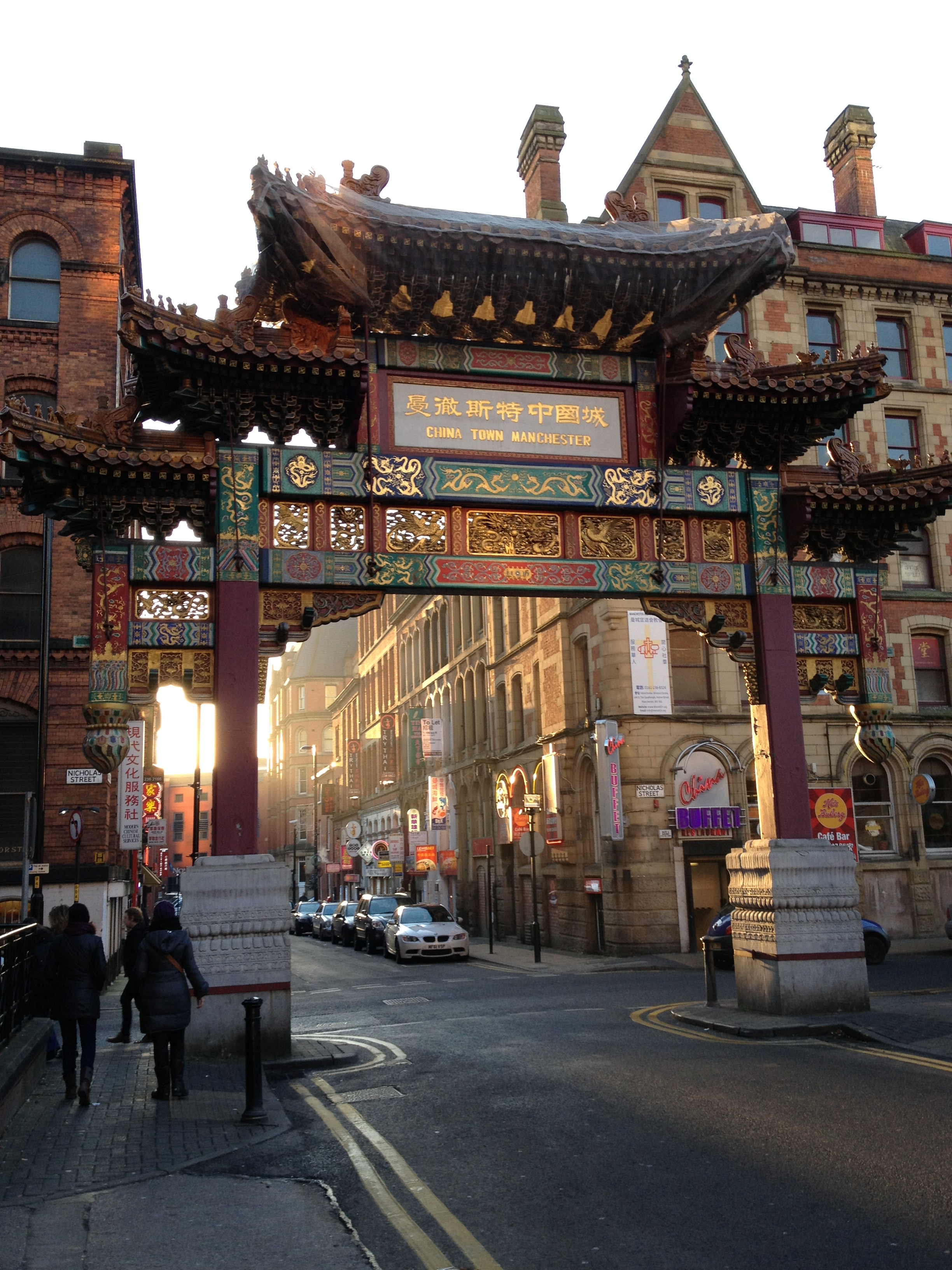
与英国的其他城市相比，华人移民曼彻斯特相对来说更晚，曼彻斯特的中国人聚居区也相对较新。图为曼彻斯特中国城牌坊，建于1987年

位于市中心的运河街有一个同性恋社区，名为Gay Village，在委员会对基层设施的投资下，开了英国第一个同性恋超市。新的酒吧和俱乐部陆续开在这区域，每周末吸引2万游客。从1991年开始，每年八月还举行骄傲游行“Manchester Pride”。
牛津街在经过梅德洛克河后改称牛津路。牛津路贯穿由三所大学组成的一个庞大校区，在经过曼彻斯特皇家诊所和怀特沃斯公园后，这条路在此向南更名为威姆斯洛路。另外，被认为是全球最大的南亚餐馆集落的 Curry Mile 坐落在鲁斯霍尔姆的怀姆斯洛路上，其中坐落着许多南亚裔和中亚、中东地区的食肆。
这条路虽然狭窄，但却构成了一个约5.5英里长的公交车走廊，常被誉为全欧洲最繁忙的公交车线路。

## 社会

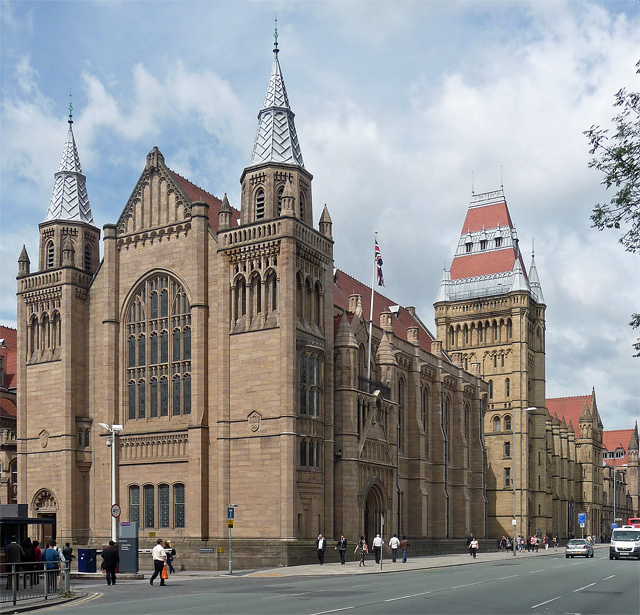
曼彻斯特大学怀特沃斯楼

### 教育
曼彻斯特是歐洲學生最多的地方之一。曼彻斯特市内具有三所大学：曼徹斯特城市大學、曼徹斯特大學和皇家北方音樂學院都位於市中心的南面，組成一個巨大的校區，被牛津路這條全歐洲最繁忙的道路分成兩半。其中，曼彻斯特大学是全英國最大的全日制大學，於2004年秋天由原先的曼徹斯特維多利亞大學和曼徹斯特科技大學組成。
大曼彻斯特境内也有博尔顿大学。另外，鄰近的索爾福德市有索尔福德大學，距離曼徹斯特市中心只有2英里。

## 交通

### 铁路

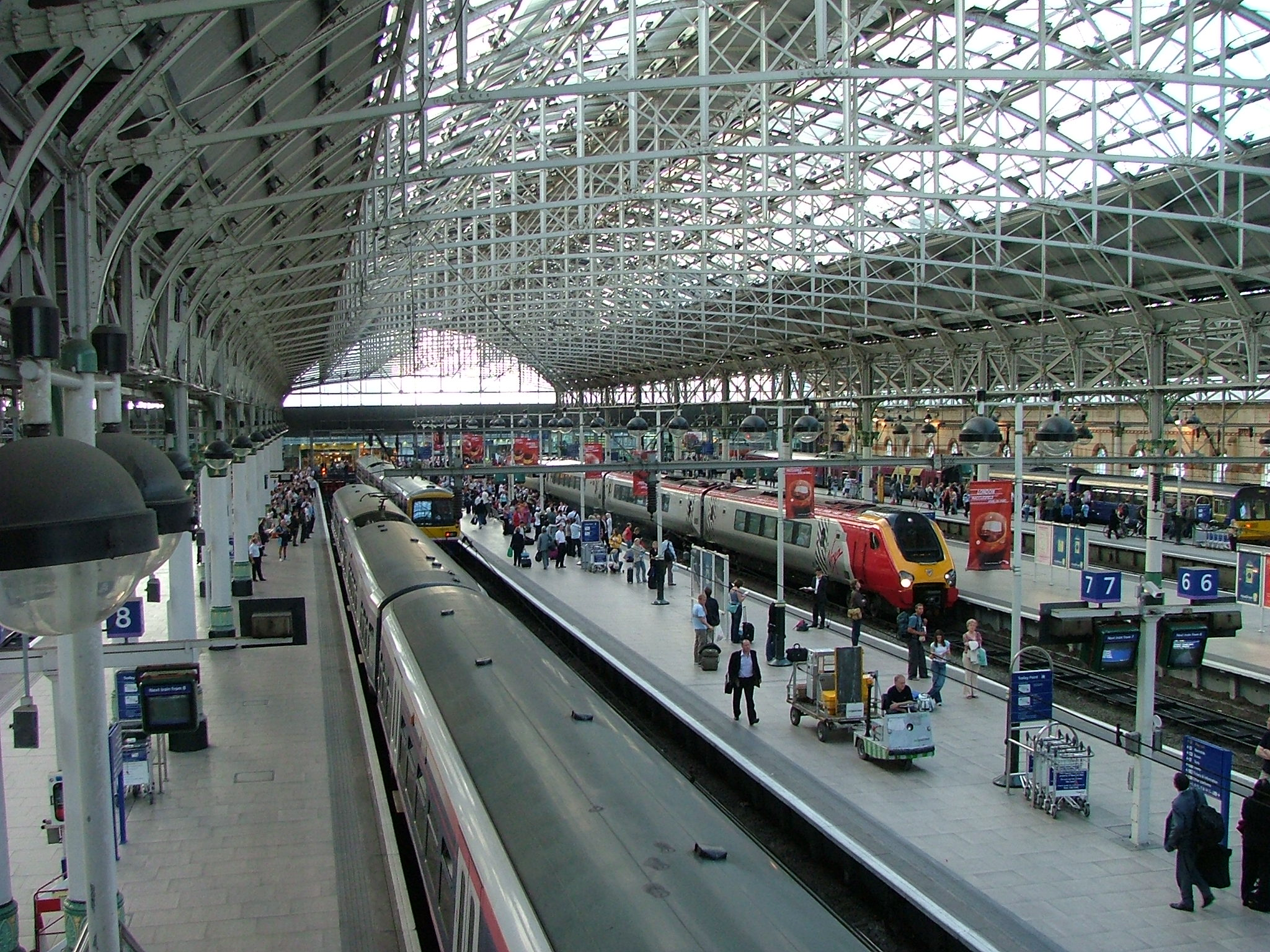
皮卡迪利火車站内部

曼徹斯特在鐵路史上佔有重要位置。1830年開放的利物浦和曼徹斯特鐵路是鐵路客運的誕生地。
過去50年市中心幾乎被一大打火車站包圍，但現在市中心只有2個主要幹線火車站：曼彻斯特维多利亚站和曼徹斯特皮卡迪利站，連接曼徹斯特和英國大部分地方。市中心還有幾個小車站：牛津路(Oxford Road)車站、丁斯盖特车站和邻近索爾福德市的中央站。

### 公路
服務曼徹斯特的主要公路是高速路M56、M6、M61、M62和M66，大部分皆連到繞城高速公路M60。

### 公共交通
曼彻斯特的公共交通由大曼彻斯特交通局（英語：Transport for Greater Manchester）营运，下方主要包括公交汽车、出租车、轻轨和共享自行车等的交通方式。尽管目前曼彻斯特市内的公交车多为私营，但近年来，曼彻斯特的交通呈现出愈发整合的趋势。2018年，当局提出了名为“Bee network”的构想，将曼彻斯特的公共交通整合，谋求建立一个与伦敦媲美的庞大公共交通体系。

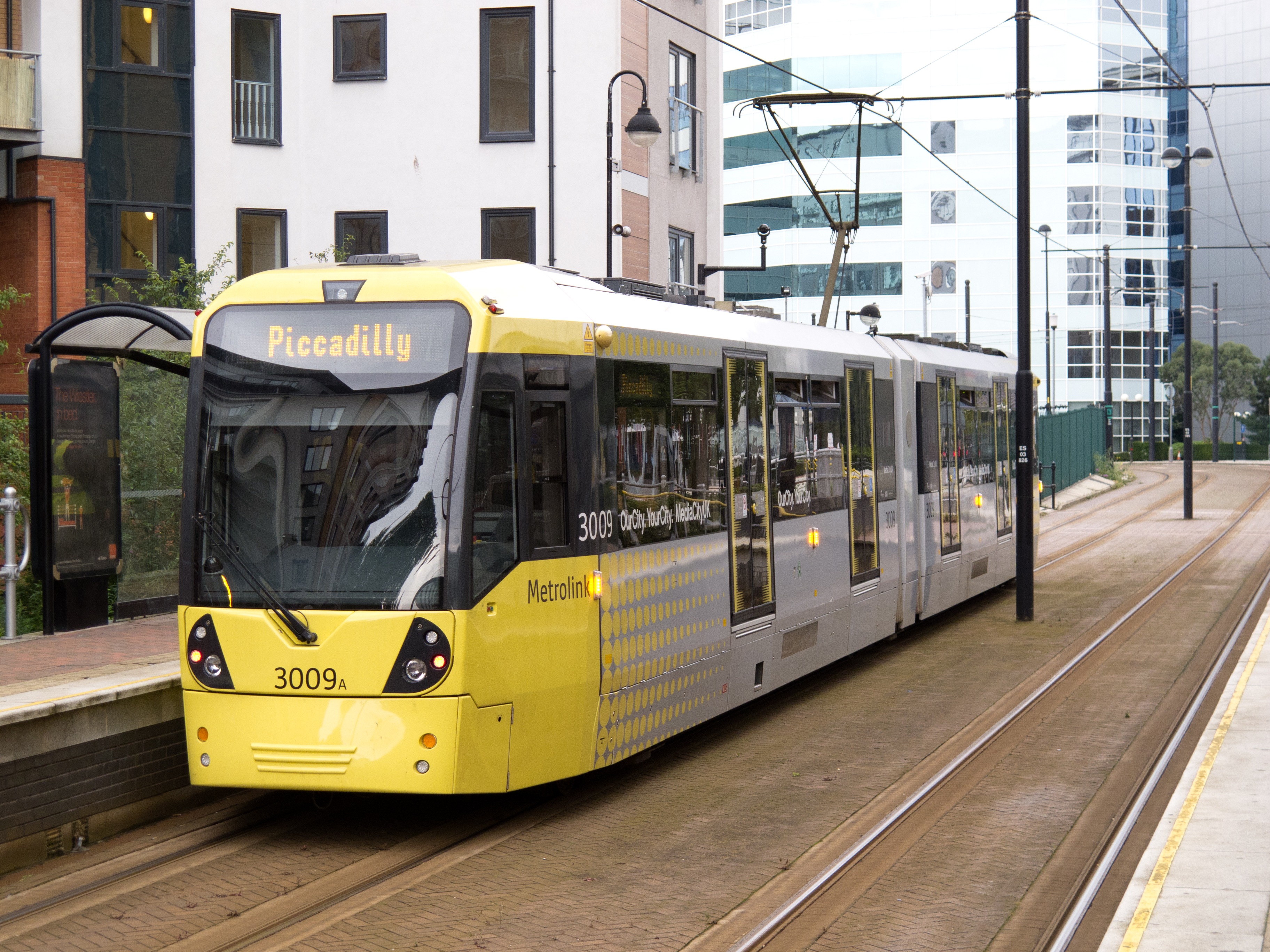
一辆曼彻斯特Metrolink轻轨3009A列车

位于曼彻斯特市中心，距离皮卡迪利火车站仅200米的皮卡迪利花园是曼彻斯特，乃至整个都市郡的公交枢纽。整个大曼彻斯特具有极其发达的公交线路网。其中，曼彻斯特市中心－斯托克波特方向的192路被誉为全国最繁忙的公交线路。曼彻斯特全市共有1路，2路两条供游客和通勤者免费乘坐的公营公交线路，称作 free bus，位于市中心区域。
曼彻斯特市不具备地下鐵路系統。在曼彻斯特建造地铁的计划最初源于上世纪60年代将维多利亚和皮卡迪利（时称伦敦路站）的两所火车站通过地下贯穿的构想。由于经费原因，在曼彻斯特境内建造地铁的构想则改为建造成本更加低廉的轻轨。
大曼彻斯特营运的轻轨名为Metrolink，包圍著曼徹斯特的市中心，将整个都市郡与曼彻斯特连接起来，其中很多线路的轨道都是由曼彻斯特的许多废弃铁路改建的。Metrolink目前共有8条线路99个车站，是全英国最发达的轻轨系统，且仍在陆续扩张中。在2021/22年份，该轻轨的乘客数量共有2千6百万人次。

### 航空

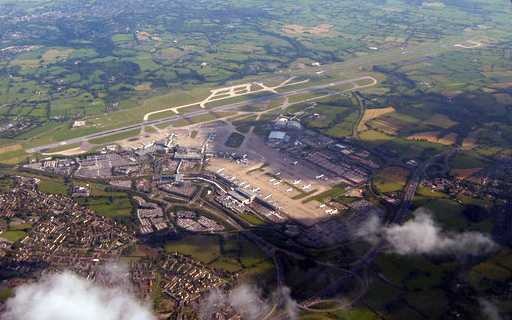
曼徹斯特機場是倫敦以外最繁忙的機場，機場營收Busiest airports in the United Kingdom by total passenger traffic#2011 / 2012 data的兩倍

位于市南部郊区的曼徹斯特國際機場乃英國第三繁忙的旅客機場，有機場火車站直通鐵路。2005年機場客運量已達2210萬人次，有90多家航空公司，直達180多個城市。長途直飛地點包括紐約、芝加哥、波士頓、費城、邁阿密、拉斯維加斯、多倫多、大馬士革、迪拜、多哈、卡拉奇、新加坡，而香港航線則在2014年12月復辦。另外還有大量的國內航線和前往歐洲的專線，覆蓋點包括了比利時的安特衛普、德國的漢堡、西班牙的巴塞隆拿、希臘的雅典等等。

### 水路
尽管曼彻斯特作为一个不具有主要河流的内陆城市，但其仍具有规模较大的水上运输体系。工業革命留下的一項遺產是廣闊的運河網：曼徹斯特－保頓－般利運河、諾治迪爾運河、曼徹斯特運河，全通向大海。時至今日，大部分運河皆是用作娛樂用途。曼徹斯特地區也有很多的人工湖泊，環繞著該市的小河。

## 文化
曼彻斯特是一座颇具文化底蕴的城市。在城市内随处可见城市的象征工蜂。

### 音乐

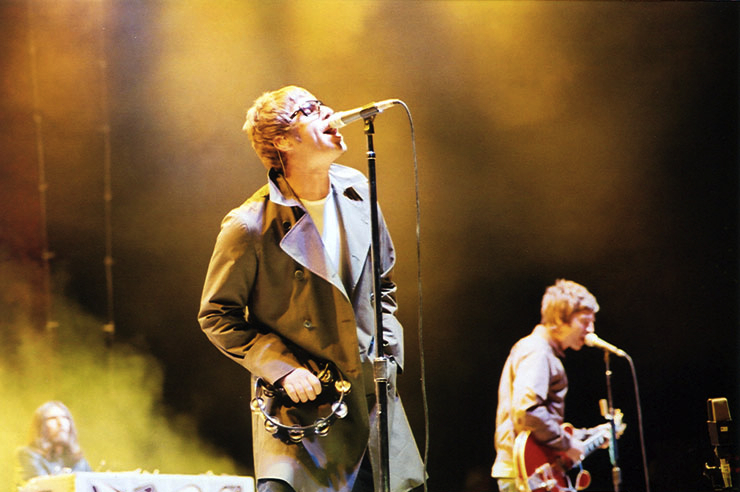
曼彻斯特是绿洲乐队的发源地

在古典乐方面，曼彻斯特本地的管弦乐团有哈雷乐团和 。在流行音乐上，起源于曼彻斯特的乐队包括欢乐分队，绿洲乐队等。
1980年代，曼彻斯特经历了一个以另类舞曲为代表的，充斥着摇头丸和夜总会的疯狂时期，名为“Madchester”，期间见证了诸如 New Order 的乐队的兴起。Madchester一词本身是Manchester和mad的混成词。

### 艺术

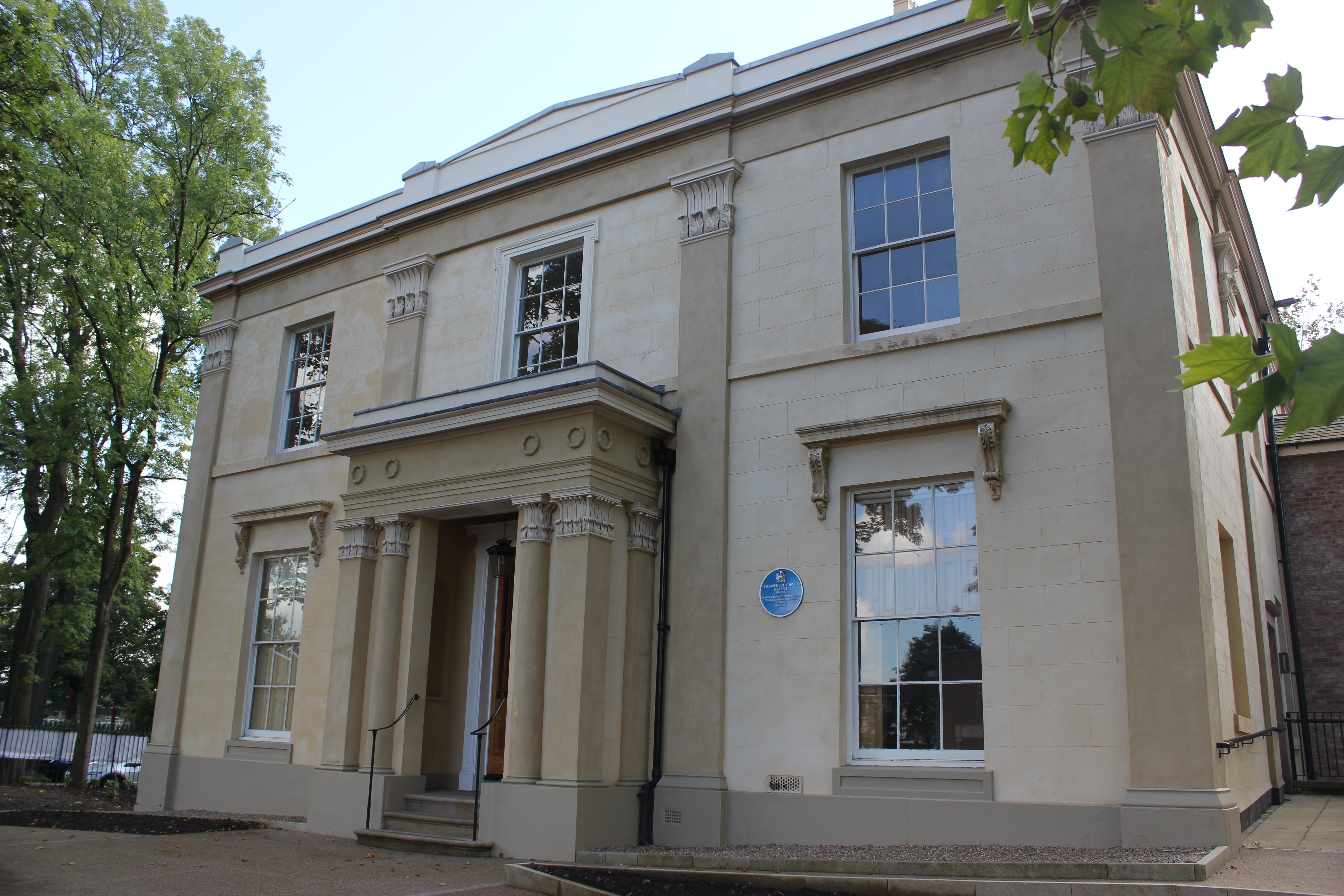
伊丽莎白·盖斯凯尔是维多利亚时代的著名小说家。图为位于曼彻斯特大学附近的盖斯凯尔故居

### 博物馆

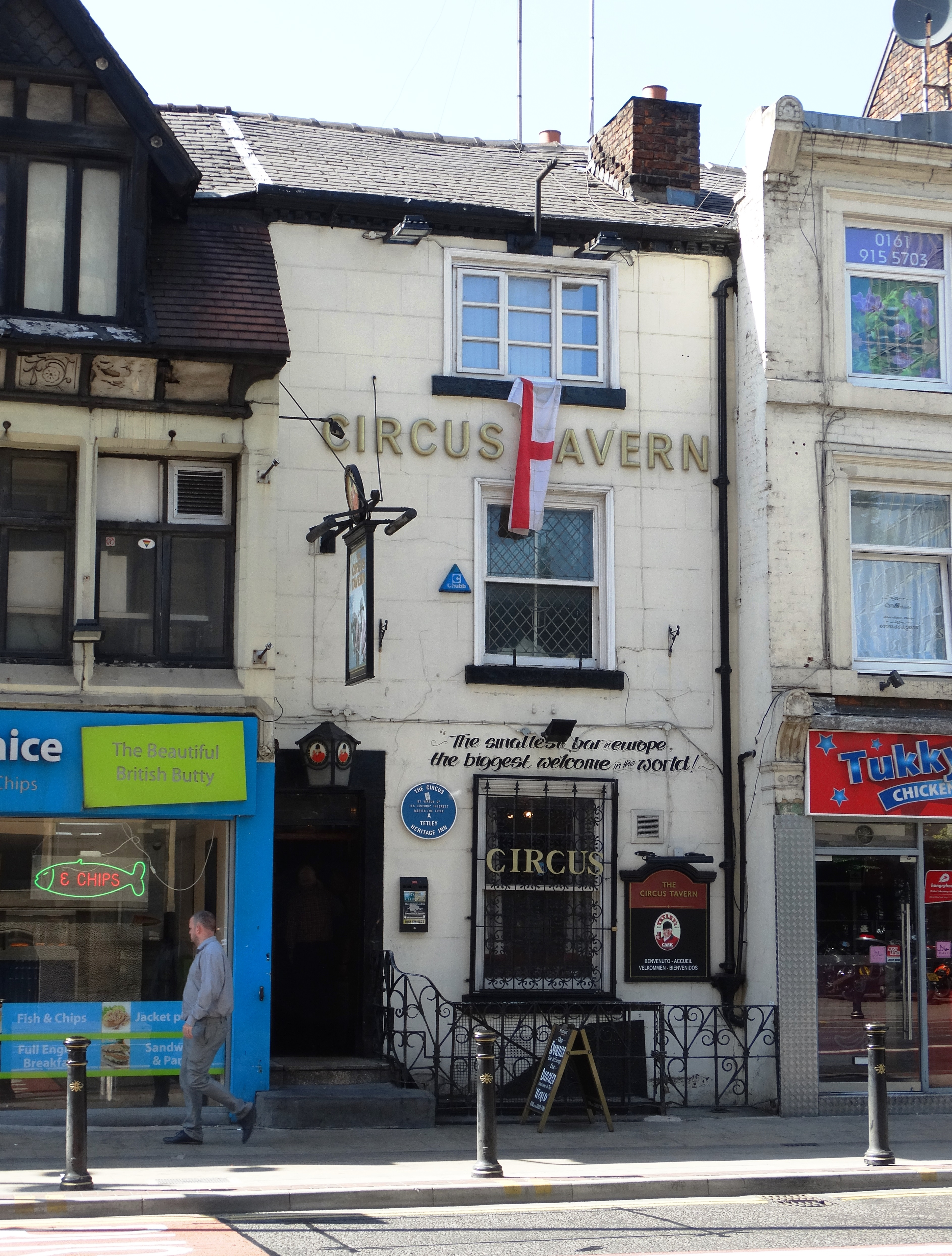
位于市中心周围波特兰街的Circus Tavern声称是全欧洲最小的酒吧

曼彻斯特主要的博物馆包括曼彻斯特大学所拥有的曼彻斯特博物馆，内有人文、自然和考古学的共450万件藏品，是全英国最大的大学博物馆。其中最著名的展品为一尊完整的霸王龙骨架化石，名为Stan。曼彻斯特市内其他著名的博物馆还包括科学和产业博物馆，足球博物馆和人民历史博物馆。曼彻斯特周边的索尔福德码头区域还包括曼徹斯特帝國戰爭博物館，即皇家帝国战争博物馆的北馆。

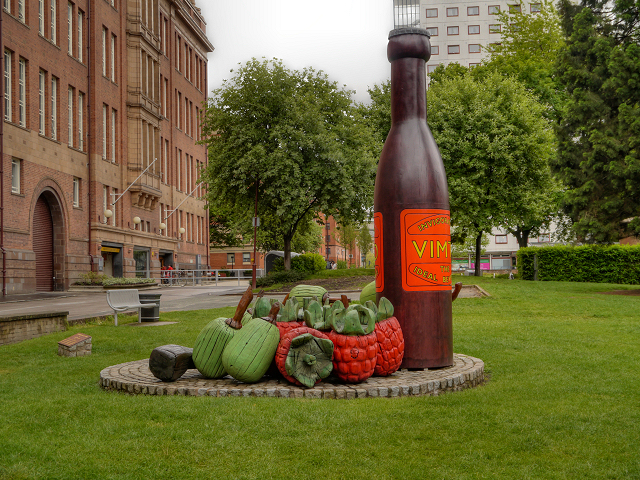
皮卡迪利火车站附近的Vimto纪念像，包括一瓶Vimto和饮料的一些原料（水果）

### 在大众文化中
- 曼彻斯特是Vimto（英语：Vimto）的发源地。Vimto是一种风靡西部非洲和阿拉伯半岛的莓果味碳酸饮料。
- 在宝可梦系列作品剑/盾中的地图机擎市（日語：エンジンシティ, ）是一座以蒸汽机和工业革命为主题的城市。机擎市的灵感来源于曼彻斯特。游戏中的红砖建筑（英语：Brick Gothic）、钢架结构和蒸汽机车体现了第一次工业革命期间新兴城市的风貌，钟楼对应曼彻斯特市政厅，机擎河与运河对应现实中的艾威尔河与曼彻斯特运河系统[23][24]。
- 《同志亦凡人》是基于曼彻斯特同志村的电视连续剧。

## 体育
曼彻斯特是以足球闻名的城市。曼徹斯特市内主要的足球俱乐部包括曼彻斯特城，简称“曼城”。在2003年伊蒂哈德球场落成以前，曼城的主场位于缅因路球场，如今已经被拆除。

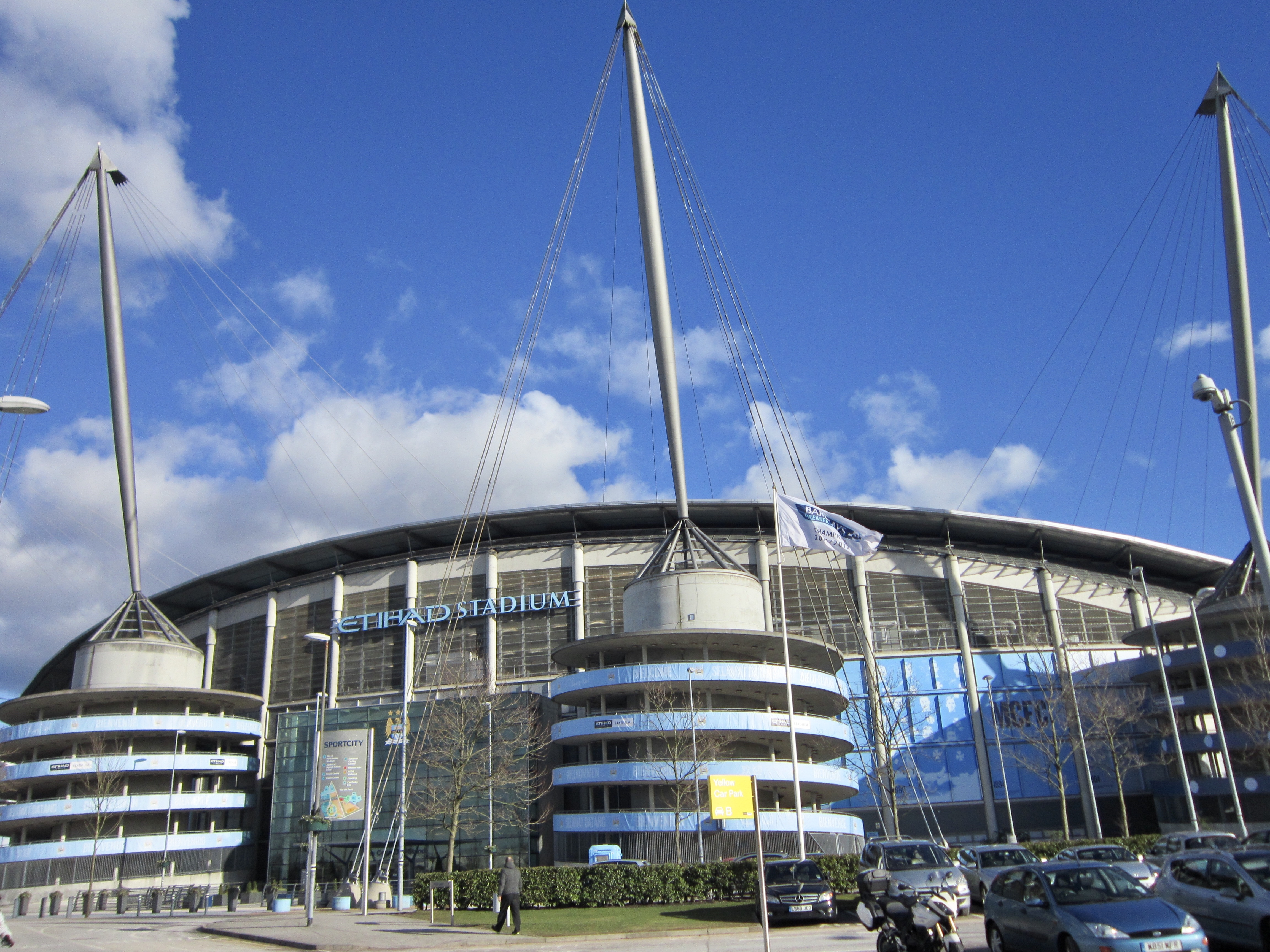
曼彻斯特市球场是曼彻斯特城的主场。受球队的赞助商伊蒂哈德航空冠名，球场通常称作伊蒂哈德球场

共有两所主要的足球俱乐部是以曼彻斯特命名的，其中除了曼彻斯特城外，还包括曼彻斯特联，是世界頂尖、英國最高水平足球聯賽英格蘭足球超級聯賽的參賽俱樂部，其卫冕英超冠军的次数高达8次之多。曼城和曼联之间的球赛称为曼彻斯特德比，两场球队之间的第一场比赛早在1881年就举行了。
曼彻斯特曾在1996年和2000年两度竞标举办奥林匹克运动会。曼彻斯特北部的曼彻斯特竞技场，是曼彻斯特参与竞标的主要资本。该体育场后来用于举办2002年的英联邦运动会。曼彻斯特竞技场内总共能容纳2万多人，是目前全欧洲最大的室内体育设施。
为举办英联邦运动会，曼彻斯特市内还建有一些其他的体育设施，其中包括曼彻斯特市球场，也就是曼城的主场伊蒂哈德球场。球场所在的布拉德福德区域包括Sportcity，是为承办英联邦运动会而建设的一片区域。该区域内也包括一座正在建设的新体育场，名为Co-op Live，预计将于2023年投入使用。在该体育场落成后，它的容量将会超过曼彻斯特竞技场，将成为全英国乃至全欧洲最大的室内体育设施。
曼彻斯特市内还具有曼彻斯特水上中心，是一所主要的游泳馆，位于曼彻斯特市南两所主要的大学之间。

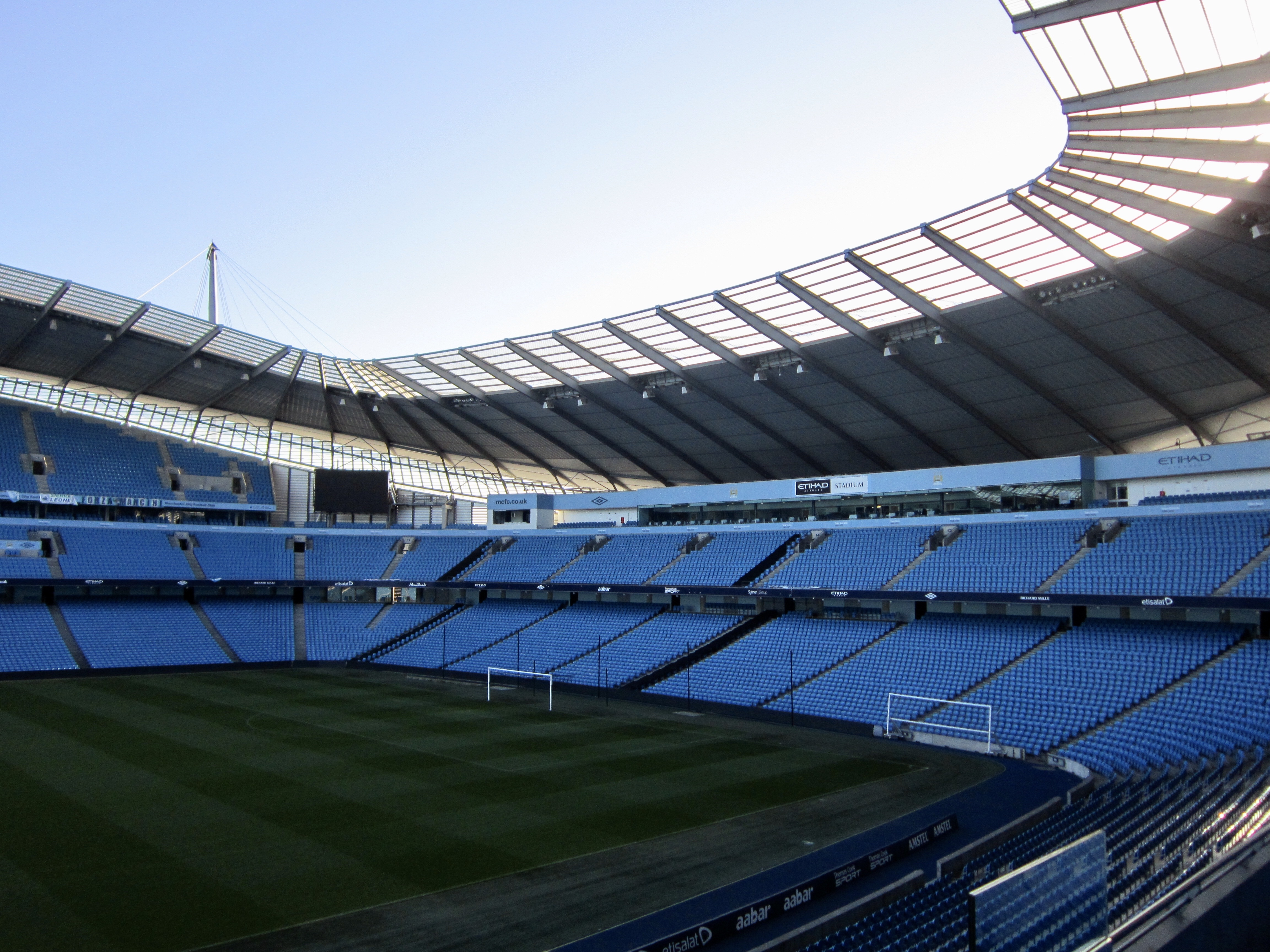
伊蒂哈德球场
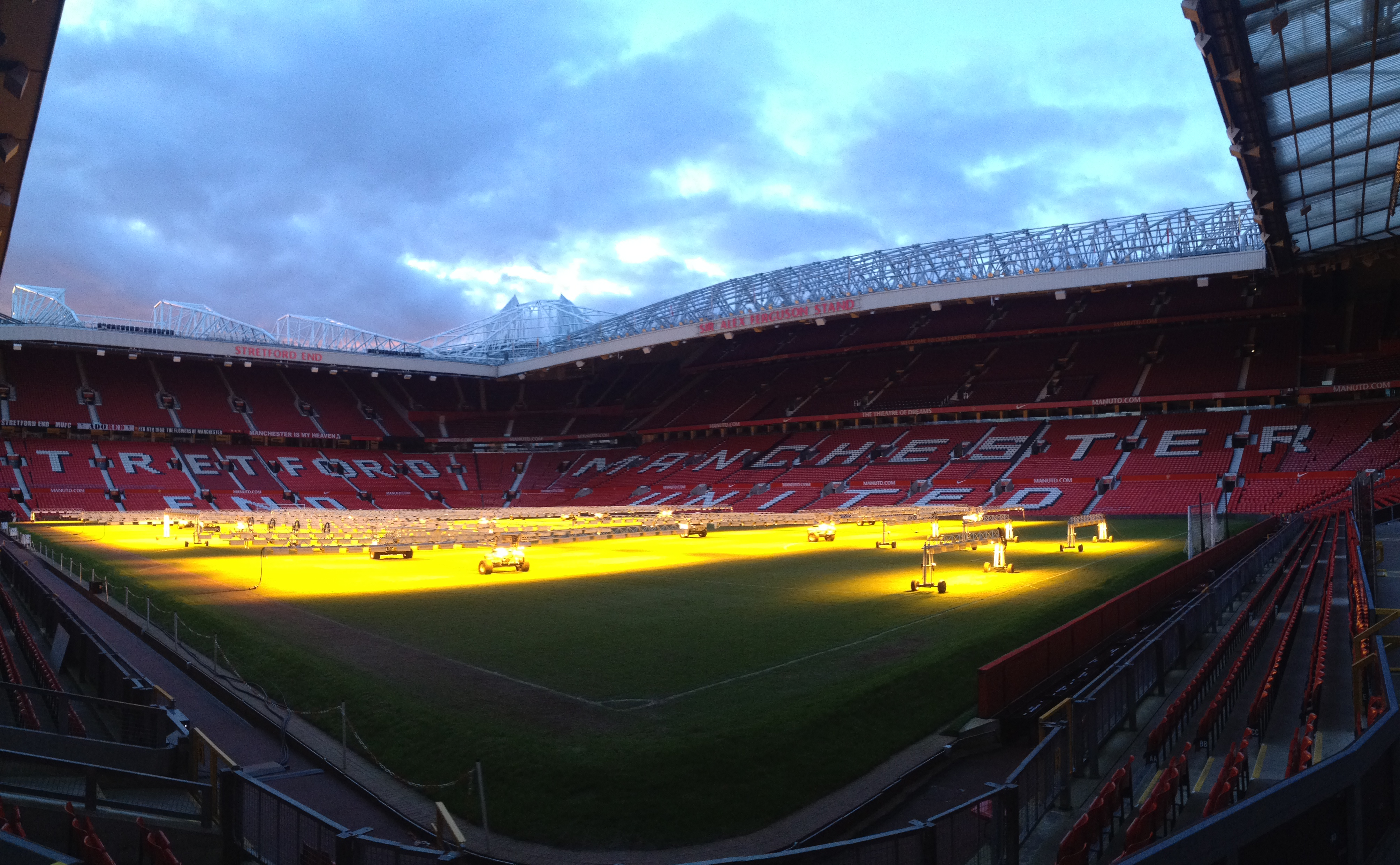
曼联的主场老特拉福德球场
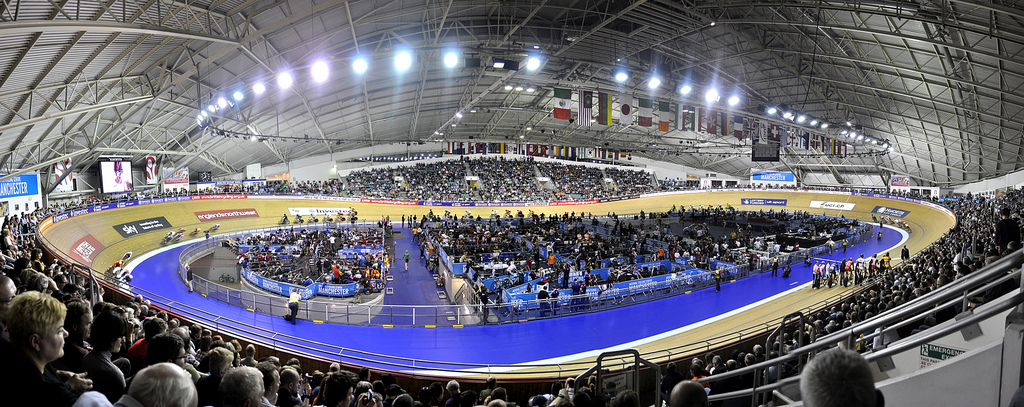
Manchester Velodrome是国家自行车中心的一部分，位于SportCity，与曼城球场相邻
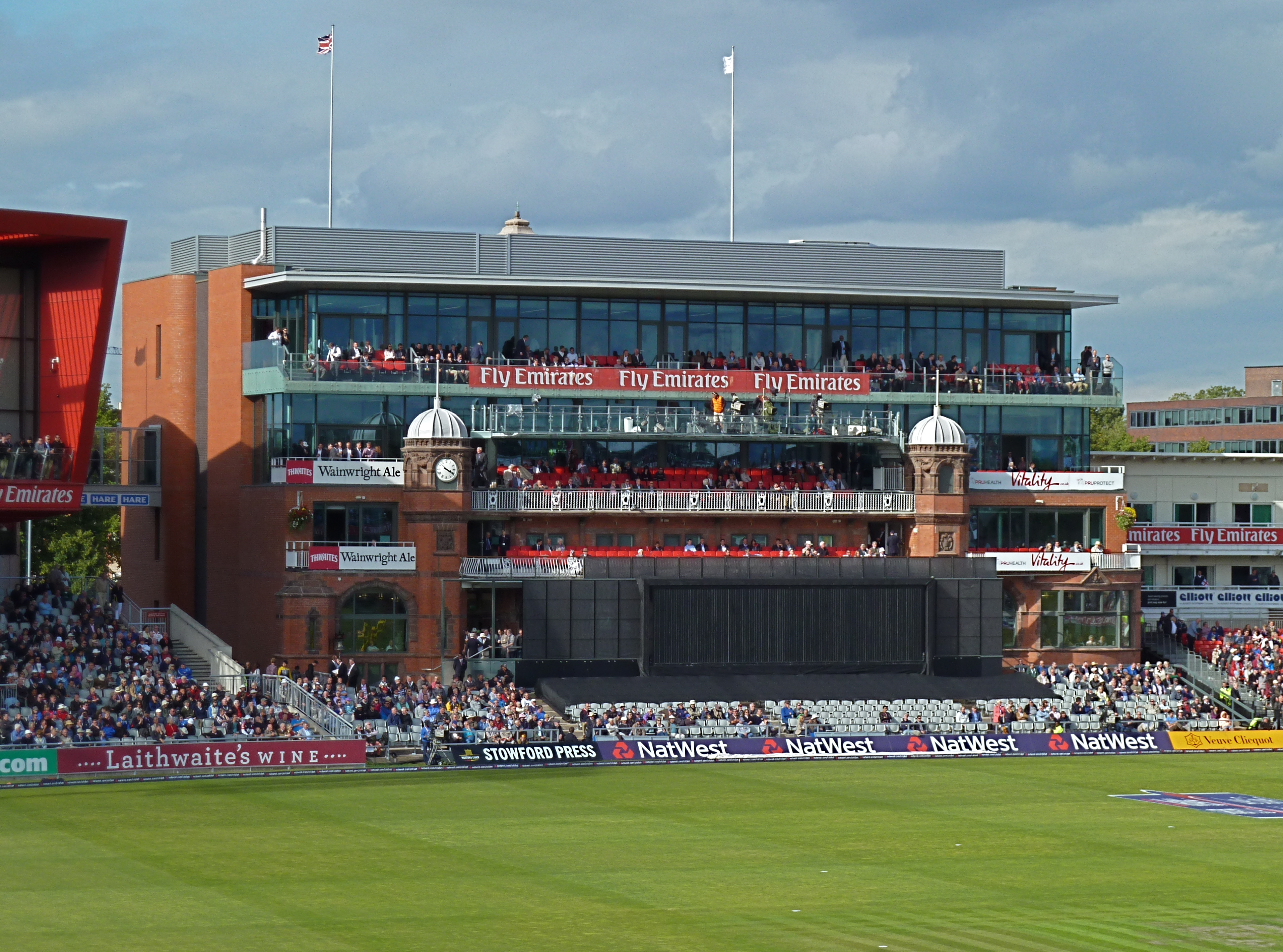
阿联酋航空老特拉福德是位于老特拉福德的一座板球场，自1864年起是兰开郡板球队的主场

## 著名人物

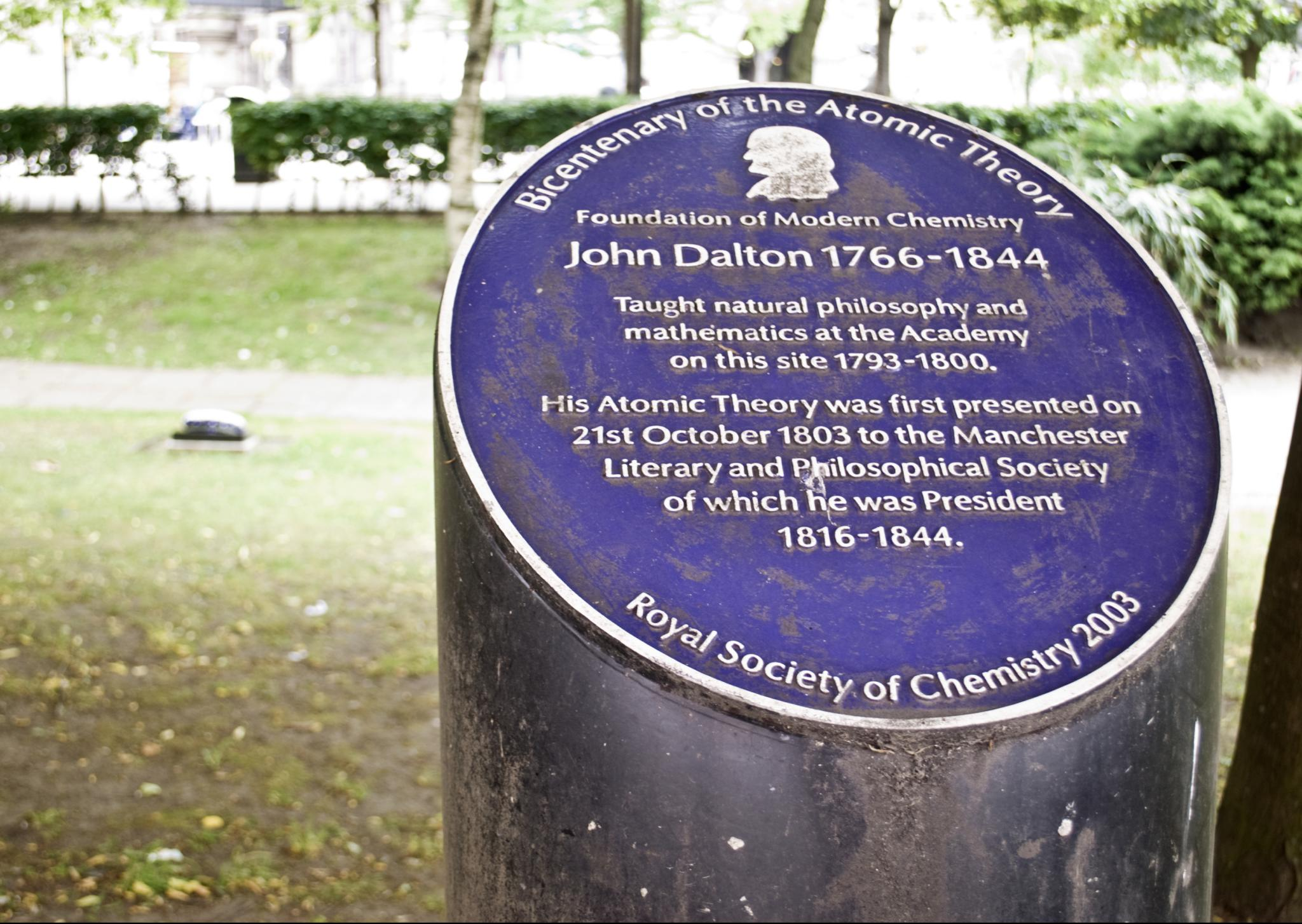
原子理论的提出者约翰·道尔顿晚年生活在曼彻斯特，并在此地逝世

出生于曼彻斯特的名人包括：

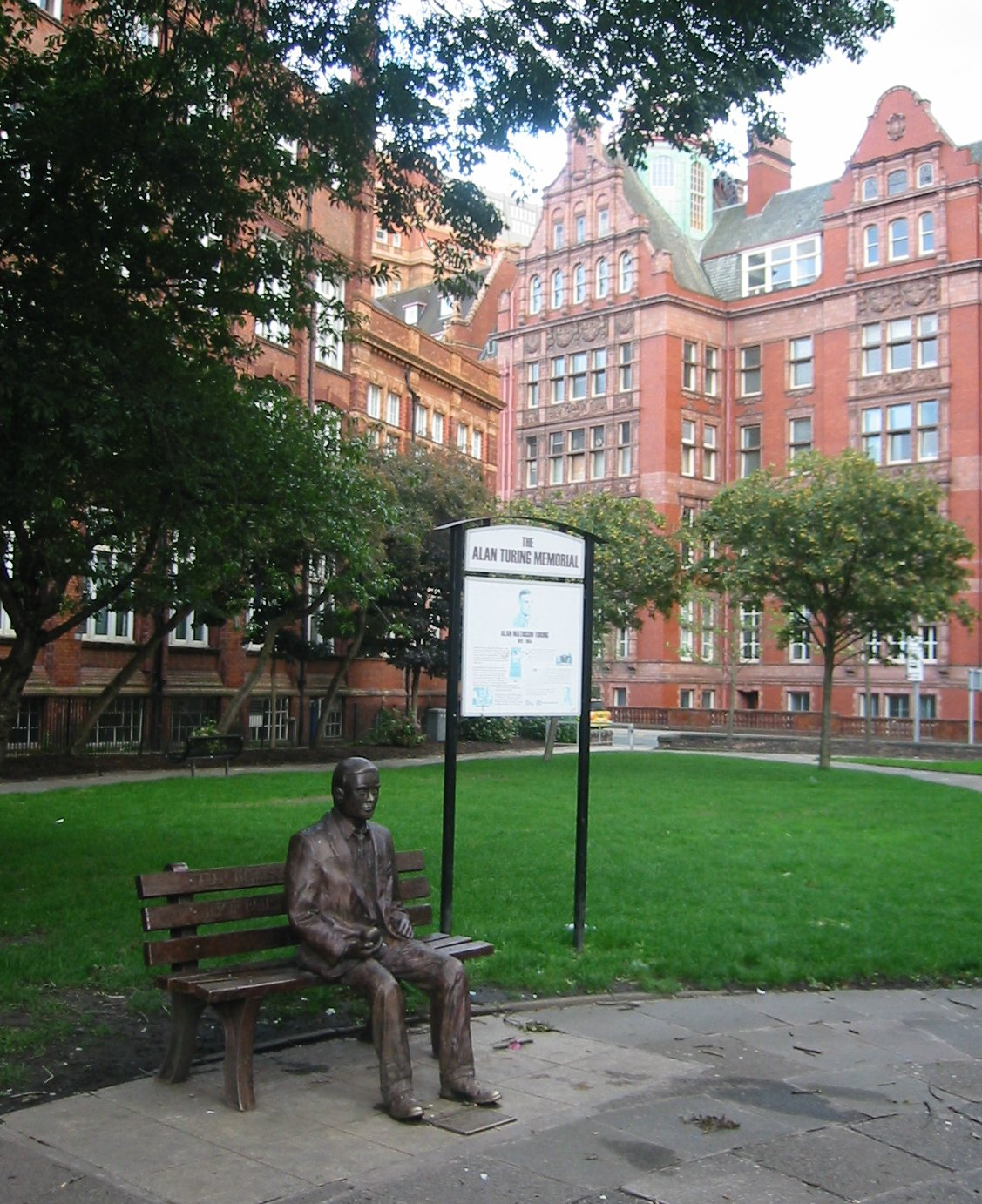
著名的计算机科学家阿兰·图灵在曼彻斯特的纪念雕像。尽管图灵常与曼彻斯特联系起来，但他并不是曼彻斯特生人，而是生于伦敦

- 托马斯·德·昆西（1785－1859），作家，散文家
- 詹姆斯·普雷斯科特·焦耳（1818－1889），物理学家，一系列热力学效应的发现者
- 约瑟夫·汤姆孙爵士（1856－1940），物理学家，诺贝尔物理学奖获得者
- 艾米琳·潘克斯特（1858－1928），政治家，女性投票权活动家
- 阿瑟·哈登（1865－1940），生物化学家，诺贝尔化学奖获得者
- 詹姆斯·查德威克爵士（1891－1974），物理学家，诺贝尔物理学奖获得者
- 安·毕肖普（1899－1990），生物学家
- 安东尼·伯吉斯（1917－1993），作家，《发条橙》作者
- 约翰·查尔斯·波拉尼（1929年），化学家，诺贝尔化学奖得主之一
- 大卫·华纳（1941－2022），演员
- 迈克尔·伍德（1948年），历史学家，作家，纪录片制作人
- 伊恩·柯蒂斯（1956－1980），欢乐分队乐队主唱
- 安迪·吉布（1958－1988），澳洲歌手
- 诺尔·盖勒格（1967年），绿洲乐队吉他手
- 连恩·盖勒格（1972年），绿洲乐队主唱
- 韦斯·布朗（1979年），曼联前球员
- 丹尼·维尔贝克（1990年），布赖顿球员
- 马库斯·拉什福德（1997年），足球运动员

## 国际关系

### 友好城市
曼徹斯特目前与两座城市互为正式的姊妹城市。他们分别为：
- 德国开姆尼茨 (1983)[注 13]
- 中國武汉市 (1986)

此外，与曼彻斯特缔结“友誼協定”的城市包括：
- 美国洛杉磯 (2009)[27]
- 巴基斯坦费萨拉巴德 (1997)
- 西班牙科尔多瓦
- 荷蘭阿姆斯特丹 (2007)
- 以色列雷霍沃特
- 尼加拉瓜卡貝薩斯港

### 外国领事馆
曼彻斯特市内设有许多国家的领事馆，其中主要包括：
- 匈牙利驻曼彻斯特总领事馆：1 Portland St, M1 3BE
- 葡萄牙驻曼彻斯特总领事馆：1 Portland St, M1 3BE
- 波蘭驻曼彻斯特总领事馆：Manchester One, 51 Portland St, M1 3LD
- 伊拉克共和国驻曼彻斯特总领事馆：1 Norfolk St, M2 1DW
- 義大利驻曼彻斯特领事馆：58 Spring Gardens, M2 1EW
- 西班牙驻曼彻斯特领事馆：55 Brown St, M2 1YB
- 羅馬尼亞驻曼彻斯特总领事馆：9 Cooper St, M2 2FW
- 爱尔兰驻曼彻斯特总领事馆：14th Floor, 17 Marble St, M2 3AW
- 奥地利驻曼彻斯特领事馆：3 Hardman St, M3 3HF
- 巴基斯坦驻曼彻斯特总领事馆：137 Dickenson Rd, M14 5JB
- 中华人民共和国驻曼彻斯特总领事馆：71 Denison Rd, M14 5RX

| 位于其他地区的领事馆列表 |
| 另有一些名义上设在曼彻斯特，实际上位于其周边其他市的领事馆，包括： - 瑞典驻曼彻斯特领事馆：455 Chester Rd, Old Trafford, Stretford, ManchesterM16 9HD - 捷克驻曼彻斯特领事馆：4 Brindley Rd, Old Trafford, Stretford, ManchesterM16 9HQ - 驻曼彻斯特助理高级专员公署：Edge Ln, Droylsden, ManchesterM43 6BB - 利比亞国驻曼彻斯特领事馆：22 Furness Quay, Salford M50 3XZ |

## 註解
1. ↑  包括发动自杀袭击的杀手。实际受害人22人。
2. ↑  表格中人口普查的数据是来自各个选区的数据。
3. ↑  也包括索尔福德的一部分。
4. ↑  布莱克利和布劳顿选区于2010年才设立。在选区改组之前，斯特林格任原曼彻斯特布莱克利选区议员。
5. ↑  包括特拉福德市的三个当地选区。
6. ↑  曼彻斯特是都市郡大曼彻斯特下辖的一个都市区（或称为都市自治市镇），但由于其被英国君主授予城市地位，故正式名称为曼彻斯特市。而曼彻斯特城市建成区的范围又跨越了曼彻斯特市边界，覆盖了临近的索尔福德市、特拉福德等大曼彻斯特的都市自治市镇的部分地区，统称为“曼彻斯特大都会区”。本文中“曼彻斯特”一般与行政区划“曼彻斯特市”同义
7. ↑  请注意区分梅德洛克河畔乔尔顿与全称为乔尔顿暨哈迪的乔尔顿地区。
梅德洛克河畔乔尔顿在市中心南部，与市中心隔河相望。行政区划上，该地区被分裂在相邻的休姆和阿德威克两个选区之间，其中曼彻斯特大学所在地被划入休姆。下列人口数据是阿德威克选区的数据。
8. ↑  曼彻斯特机场的所在地。
9. ↑  曼彻斯特機場数据，海拔69米，普通數據取自1981-2010年，極端數據取自1958-2004年
10. ↑  在2018年前称 Metroshuttle。在品牌重组前还包括3路，但在2018年后随之废止。
11. ↑  实际上曼联主场所在地老特拉福德并不是曼彻斯特的一部分
12. ↑  不包括举办足球比赛的露天体育设施
13. ↑  在两城市缔结关系当时，开姆尼茨是东德的一部分，且当时名为“卡尔·马克思城”。
14. 1 2  实际上在特拉福德
15. ↑  实际上在泰姆赛德

## 外部連結
- Manchester City Council 曼徹斯特市議會 （页面存档备份，存于）
- Manchester Evening News 曼徹斯特在線 （页面存档备份，存于）
- Manchester City Guide
- Visit Manchester （页面存档备份，存于）
- Manchester Statistics （页面存档备份，存于）

53°28′N 2°14′W / 53.467°N 2.233°W